# Liste des films Roman Porno
Cette page contient des caractères spéciaux ou non latins. S’ils s’affichent mal (▯, ?, etc.), consultez la page d’aide Unicode.
La société Nikkatsu a désigné sous l'appellation de Roman Porno (abréviation de « romance pornographique ») l'ensemble des pinku eiga ou films roses ou encore films érotiques que ses studios ont produits et commercialisés de novembre 1971 à mai 1988. Ces films, extrêmement connus et appréciés ont connu un important succès financier et ont remporté de nombreux prix ou distinctions. Suit la liste complète de ces productions dont beaucoup sont encore diffusées.
Les films sont classés dans l'ordre de leur parution. Le nom du réalisateur ainsi que celui des acteurs sont mentionnés lorsqu'ils sont connus. Les Note livrent des renseignements sur les réalisateurs et les acteurs ainsi qu'un court résumé de l'intrigue.

## 1971
| Titre                                                                                                | Réalisateur        | Distribution                                  | Parution          | Notes |
| --- | ------------------ | --------------------------------------------- | ----------------- | --- |
| 1971                                                                                                 |                    |                                               |                   | |
| Apartment Wife: Affair In The Afternoon 団地妻・昼下りの情事 Danchizuma Hirusagari No Joji           | Shōgorō Nishimura  | Kazuko Shirakawa Maki Nanjo Tatsuya Hamaguchi | 20 novembre 1971  | Premier des Roman Porno de Nikkatsu. Premier de la série des 21 films intitulés Apartment Wife traitant de la sexualité des classes laborieuses.                                                                         |
| Eros Schedule Book: Concubine Secrets 色暦大奥秘話 Irogoyomi Ooku Hiwa                               | Isao Hayashi       | Setsuko Ogawa Yoichi Nishikawa Yasuko Matsui  | 20 novembre 1971  | Premier film de la série de 9 films intitulée Eros Schedule Book. Premier film de l'actrice Setsuko Ogawa. |
| Crazy for Love 恋狂い Koigurui                                                                       | Akira Katō         | Kazuko Shirakawa Ryuji Ohizumi                | 1er décembre 1971 | |
| Coed Report: Yuko's White Breasts 女子高生レポート 夕子の白い胸 Jokousei Report: Yuko No Shiroi Mune | Yukihiko Kondo     | Yuko Katagiri Emiko Yamagishi Yuki Takami     | 1er décembre 1971 | Premier film de l'actrice Yuko Katagiri. Il s'agit d'un mélodrame pornographique mettant en scène du saphisme dans les classes secondaires.                                                                              |
| Eros Schedule Book: Female Artist 色暦女浮世絵師 Irogoyomi Onna Ukiyoe-shi                           | Chusei Sone        | Setsuko Ogawa Soichiro Maeno                  | 18 décembre 1971  | Seijun Suzuki en est le réalisateur avant Chusei Sone dont c'est le premier film. Sone apportera le style de Suzuki aux films érotiques. Malgré son titre, cette vidéo ne fait pas partie de la série Eros Schedule Book |
| Call of the Pistil 花芯の誘い Kashin No Sasoi                                                        | Masaru Konuma      | Keiko Maki Hajime Mitamura                    | 18 décembre 1971  | Premier film de Masaru Konuma. A reçu une critique élogieuse,. |
| Sex Rider: Wet Highway 濡れたハイウェイ Sex Rider: Nureta Highway                                    | Koretsugu Kurahara | Mari Tanaka Ken Yoshizawa                     | 28 décembre 1971  | Film de sexe et d'action mettant en scène un homme qui prétend être mort après avoir été heurté par une automobiliste. Son but est de la violer.                                                                         |
| Coed Report: Blooming Yuko 女子高生レポート 花ひらく夕子 Jokousei Report: Hanahiraku Yuko            | Yukihiko Kondo     | Yuko Katagiri Hajime Kondo Mitsuko Aoi        | 28 décembre 1971  | Suite de Coed Report: Yuko's White Breasts (1971). |

## 1972
| Titre | Réalisateur         | Distribution                                               | Parution          | Notes |
| --- | ------------------- | ---------------------------------------------------------- | ----------------- | --- |
| 1972 |                     |                                                            |                   | |
| Affair at Twilight たそがれの情事 Tasogare No Joji                                                                          | Shōgorō Nishimura   | Kazuko Shirakawa Hidemi Hara                               | 8 janvier 1972    | Une tentative infructueuse pour promouvoir la série des Apartment Wife. Ne fait pas partie de ces dernières bien qu'ayant un scénario et une distribution très proches.                                                                                               |
| Glorious Moment: A Woman's Roll 晴姿おんな絵巻 Haresugata Onna Emaki                                                        | Isao Hayashi        | Setsuko Ogawa Hiroshi Gojo                                 | 8 janvier 1972    | Melodrame mettant en scène un banquier, le Ministre des Finances et une jeune vierge sexuellement innocente. |
| Love Hunter 恋の狩人 ラブ・ハンター Koi No Karyudo: Love Hunter                                                             | Seiichiro Yamaguchi | Hidemi Hara Mari Tanaka Sumiko Minami                      | 18 janvier 1972   | Le film a été interdit par la censure pour obscénité. Le réalisateur Seiichiro Yamaguchi a été arrêté. |
| Office Lady Journal: Scent Of Female Cat ＯＬ日記 雌猫の匂い OL Nikki: Mesuneko No Nioi                                     | Katsuhiko Fujii     | Rie Nakagawa Masako Saga                                   | 18 janvier 1972   | Premier de la série des 7 films intitulés Office Lady Journal. |
| Love Bandit Rat Man aka Love Bandit Nezumi Kozo 性盗ねずみ小僧 Seitou Nezumi Kozo                                           | Chusei Sone         | Setsuko Ogawa Hiroshi Gojo                                 | 29 janvier 1972   | Parodie sombre de l'épopée de Robin des Bois (Nezumi Kozō) au cours de la période Edo. Actuellement considéré comme un classique du genre, |
| Wet Lips 濡れた唇 Nureta Kuchibiru                                                                                          | Tatsumi Kumashiro   | Moeko Ezawa Keiko Aikawa Hajime Tanimoto                   | 29 janvier 1972   | Premier film important de Kumashiro. |
| Beads From A Petal 花弁のしずく Kaben No Shizuku                                                                            | Noboru Tanaka       | Rie Nakagawa Keiko Maki                                    | 9 février 1972    | Premier film de l'actrice Rie Nakagawa. |
| Sensuous Beasts しなやかな獣たち Shinayakana Kemonotachi                                                                    | Akira Katō          | Mari Tanaka Naomi Tani Shim Hara                           | 9 février 1972    | Premier film de Naomi Tani pour Nikkatsu (rôle secondaire). |
| Seduction Of The White Angel 白い天使の誘惑 Shiroi Tenshi No Yuwaku                                                         | Katsuhiko Fujii     | Yuko Katagiri Miki Hayashi Masayoshi Nogami                | 19 février 1972   | Premier des Roman Porno à mettre en scène des infirmières. |
| Drifter's Affair さすらいの情事 Sasurai No Jouji                                                                            | Shōgorō Nishimura   | Kazuko Shirakawa Yuri Yamashina                            | 19 février 1972   | |
| 情炎お七恋唄 | Kōyū Ohara          | Setsuko Ogawa Ryuji Mori Michiko Komori                    | 29 février 1972   | |
| 秘事 ひめごと | Isao Hayashi        | Hidemi Hara                                                | 29 février 1972   | |
| Student Wife: Weeping Silently 学生妻 しのび泣き Gakusei-zuma: Shinobi Naki                                                 | Akira Katō          | Yuko Katagiri Isao Morishima                               | 18 mars 1972      | |
| Foreigner's Mistress Oman: Holland Slope In The Rain らしゃめんお万 雨のオランダ坂 Rashamen Oman: Ame No Oranda-zaka        | Chusei Sone         | Sally May Shusaku Muto                                     | 18 mars 1972      | Premier d'une série de trois productions. Écrit par Suzuki- Scénariste, Atsushi Yamatoya |
| Sigh Of Roses 薔薇のためいき Bara No Tameiki                                                                                | Shōgorō Nishimura   | Setsuko Ogawa Yoshiro Ito                                  | 29 mars 1972      | Une femme se venge de son amant (marié par ailleurs) en séduisant son fils. |
| Love Hunter: Hot Skin ラブハンター 熱い肌 Love Hunter: Atsui Hada                                                           | Masaru Konuma       | Mari Tanaka Ken Yoshizawa                                  | 29 mars 1972      | Une suite de Love Hunter: Lust. Traite d'une stripteaseuse arrêtée par la police pour obscénité. |
| 性豪列伝 夜も昼も | Isao Hayashi        | Kazuko Shirakawa                                           | 8 avril 1972      | |
| 白い女郎花 | Katsuhiko Fujii     | Yuko Katagiri Michio Mako                                  | 8 avril 1972      | |
| 新宿真夜中物語 男と女 | Kōyū Ohara          | Hidemi Hara Yuri Yamashina Michio Mako                     | 19 avril 1972     | |
| Warmth Of Love 愛のぬくもり Ai No Nukumori                                                                                  | Yukihiko Kondo      | Mari Tanaka Hiroshi Naka                                   | 19 avril 1972     | La femme d'un enseignant du secondaire entretient des rapports sexuels avec les élèves de son mari. |
| Foreigner's Mistress Oman: Falling Autumn Flower らしゃめんお万 彼岸花は散った Rashamen Oman: Higanbana Wa Chitta           | Chusei Sone         | Sally May Miki Hayashi                                     | 29 avril 1972     | Seconde production dans la série Foreigner's Mistress Oman. |
| Apartment Wife: Secret Rendezvous 団地妻 しのび逢い Danchizuma Shinobiai                                                    | Shōgorō Nishimura   | Kazuko Shirakawa Keiko Aikawa                              | 29 avril 1972     | Second film de la série Apartment Wife. |
| Headlights In The Rain 雨のヘッドライト Ame No Headlights                                                                   | Masaru Konuma       | Mari Tanaka Shusaku Muto                                   | 17 mai 1972       | Histoire d'amour mélodramatique. Second film du réalisateur Konuma pour Nikkatsu. |
| Night Of The Felines 牝猫たちの夜 Mesunekotachi No Yoru                                                                     | Noboru Tanaka       | Tomoko Katsura Hidemi Hara Ken Yoshizawa                   | 17 mai 1972       | Un film réaliste sur la prostitution. Considéré comme étant un des films les plus importants de Tanaka à ses débuts. |
| Mid-Afternoon Love Affair 真昼の情事 Mahiru No Joji                                                                         | Katsuhiko Fujii     | Kazuko Shirakawa Tatsuya Hamaguchi Tadashi Makimura        | 27 mai 1972       | Tentative infructueuse d'une série dans la droite ligne d' Apartment Wife. |
| Eros Schedule Book Continued Concubine Secrets: Lustful Dance 続・色暦大奥秘話 淫の舞 Zoku Irogoyomi Ooku Hiwa: In No Mai   | Isao Hayashi        | Setsuko Ogawa Yuri Yamashina                               | 27 mai 1972       | Seconde parution de la série Eros Schedule Book. |
| Delicate Skillful Fingers 白い指の戯れ Shiroi Yubi No Tawamure                                                              | Tōru Murakawa       | Ichiro Araki Hiroko Isayama Hajime Tanimoto                | 7 juin 1972       | Histoire d'une femme sexuellement libérée. Renferme une célèbre scène d'orgie dans une baignoire. Kinema Jumpo inclut Murakawa parmi les dix meilleurs réalisateurs japonais pour ce genre de films. Il s'agit ici de sa première vidéo,                              |
| Morning Of Ecstasy 恍惚の朝 Kokotsu No Asa                                                                                  | Akira Katō          | Rie Nakagawa Yuri Yamashina                                | 7 juin 1972       | Téléroman. Une femme reprend une liaison avec son rustre d'ancien amant. |
| Night Spot: Drifting Flower 盛り場 流れ花 Sakariba: Nagarebana                                                              | Akihiko Yatsumaki   | Yuko Katagiri Michiyo Mako Hiroshi Gojo                    | 17 juin 1972      | |
| おんな天国 子だね貰います                                                                                                   | Kōyū Ohara          | Mari Tanaka Etsuko Hara Soichiro Maeno                     | 17 juin 1972      | |
| White Skin Glimmering In The Darkness 闇に浮ぶ白い肌 Yami Ni Ukabu Shiroi Hada                                              | Shōgorō Nishimura   | Kazuko Shirakawa Hironobu Takahashi Yuri Yamashina         | 28 juin 1972      | Drame relatant l'histoire d'une femme qui revient, changée, auprès de son mari après 6 mois d'absence. |
| Erotic Story: The Peony Lantern aka Erotic Bride From Hell aka Hellish Love 性談牡丹燈籠 Seidan: Botandoro                  | Chusei Sone         | Setsuko Ogawa Hajime Tanimoto Miki Hayashi                 | 28 juin 1972      | Drame érotique et pseudo historique. Relate le retour de la fille d'un usurier du shogun revenue à la vie sous l'apparence d'un fantôme. Vidéo réputée mettant en scène des élèves du secondaire et ayant remporté de nombreux prix,.                                 |
| Apartment Wife: Unforgettable Night 団地妻 忘れ得ぬ夜- Danchizuma Wasureenu Yoru                                            | Saburō Endō         | Junko Miyashita Tatsuya Hamaguchi                          | 8 juillet 1972    | Troisième épisode de la série Apartment Wife. Premier Roman Porno de l'actrice Junko Miyashita. |
| 極楽坊主 女悦説法 | Isao Hayashi        | Hidemi Hara                                                | 8 juillet 1972    | |
| Woman On The Night Train 夜汽車の女 Yogisha No Onna                                                                         | Noboru Tanaka       | Mari Tanaka Keiko Tsuzuki Toshihiko Oda                    | 19 juillet 1972   | Les prises de vues et de la structure du film ont été comparées par les critiques au film de Luis Buñuel intitulé Le Journal d'une femme de chambre (film, 1964). |
| Secret Wife 隠し妻 Kakushizuma                                                                                              | Masaru Konuma       | Yuko Katagiri Kiyoshi Yoshida                              | 19 juillet 1972   | Une vedette de la télévision épouse secrètement une fille de la campagne tout en continuant de courir les jupons. Une vidéo quelque peu autobiographique car Konuma, le réalisateur du film, et l'actrice Katagiri étaient secrètement mariés à l'époque du tournage. |
| Romantic Tale: Otomi And Yosaburo 艶説 お富与三郎 Ensetsu: Otomi Yosaburo                                                   | Akira Katō          | Keiko Tsuzuki Hiroshi Gojo                                 | 27 juillet 1972   | Une version érotique d'un conte japonais traditionnel. |
| 真夏の夜の情事 | Katsuhiko Fujii     | Kazuko Shirakawa                                           | 27 juillet 1972   | |
| Eros Schedule Book Concubine Secrets: Tattoo Contest 色暦大奥秘話 刺青百人競べ Irogoyomi Ooku Hiwa Irezumi Hyaku-nin Kurabe | Yukihiko Kondo      | Setsuko Ogawa                                              | 5 août 1972       | Troisième film de la série Eros Schedule Book. |
| Apartment Wife: Afternoon Bliss 団地妻 昼下りの悶え Danchizuma Hirusagari No Modae                                          | Shōgorō Nishimura   | Akemi Nijo Hironobu Takahashi                              | 5 août 1972       | Quatrième épisode de la série Apartment Wife. |
| August: Scent Of Eros 八月はエロスの匂い Hachigatsu Wa Eros No Nioi                                                         | Toshiya Fujita      | Maki Kawamura Yuko Katagiri                                | 16 août 1972      | Un scénario écrit par Atsushi Yamatoya et Toshiya Fujita. Il a pour thème une caissière obsédée par le jeune voyou qui l'a dévalisée. |
| 性豪列伝 死んで貰います | Isao Hayashi        | Keiko Aikawa                                               | 16 août 1972      | |
| Mistress 情婦 Jofu | Saburō Endō         | Junko Miyashita Takao Nagai                                | 26 août 1972      | Drame. Une jeune femme entame un flirt avec un tueur à gages. |
| Foreigner's Mistress Oman: Tempestuous Skin 艶説女侠伝 お万乱れ肌 Enzetsu Jokyo-den: Oman Midarehada                        | Katsuhiko Fujii     | Sally May Miki Hayashi                                     | 26 août 1972      | Troisième et dernier film de la série Foreigner's Mistress Oman. |
| Melancholy Flesh Business: Sensuous Zone 官能地帯 哀しみの女街- Kanno Chitai: Kanashimi No Zegen                            | Tōru Murakawa       | Miyoko Aoyama Mitsuko Aoi Hideaki Ezumi                    | 6 septembre 1972  | Premier Roman Porno de l'actrice Miyoko Aoyama, vedette de films roses dans les années 1960. |
| Amorous Family: Like a Fox and a Racoon 好色家族 狐と狸 Koshoku Kazoku: Kitsune To Tanuki                                   | Noboru Tanaka       | Mari Tanaka Mikiko Sakai Hidemi Hara                       | 6 septembre 1972  | Comédie érotique. Quatre sœurs cupides lorgnent la fortune de leur mère mourante. |
| Love Affair Exposed 覗かれた情事 Nozokareta Joji                                                                            | Shōgorō Nishimura   | Kazuko Shirakawa Eijiro Minato                             | 16 septembre 1972 | Tragédie. La femme d'un écrivain d'ouvrages littéraires pornographiques commence à se comporter comme les personnages décrits dans les romans de son mari. |
| Secret Chronicle: Prostitution Market ㊙女郎市場 Maruhi: Joro Ichiba                                                        | Chusei Sone         | Yuko Katagiri Aiko Kano                                    | 16 septembre 1972 | Premier film d'une trilogie burlesque qui se déroule dans un lupanar au XIXe siècle. |
| 女子学生 セクシー・ダイナマイト                                                                                             | Isao Hayashi        | Mari Tanaka                                                | 27 septembre 1972 | |
| Edo Beauty: Feast Of Lust 江戸小町 淫の宴 Edo Komachi: In No Utage                                                          | Akira Katō          | Setsuko Ogawa Yuko Katagiri                                | 27 septembre 1972 | Film à la fois érotique et historique. Une femme est violée par des hommes qui la prostituent et la contraignent à avoir des rapports incestueux. Elle entrera finalement dans un couvent.                                                                            |
| Seduction Of Eros エロスの誘惑 Erosu No Yuwaku                                                                              | Toshiya Fujita      | Rie Nakagawa Miki Kawamura Hosei Komatsu                   | 7 octobre 1972    | Drame traitant du comportement sexuel de personnages en marginaux. Se passe entièrement dans un entrepôt. |
| Ichijo's Wet Lust 一条さゆり 濡れた欲情 Ichijo Sayuri: Nureta Yokujo                                                        | Tatsumi Kumashiro   | Sayuri Ichijo Hiroko Isayama Kazuko Shirakawa              | 7 octobre 1972    | Traite des rapports entre une stripteaseuse et son employeur. Le réalisateur et scénariste Kumashiro a été récompensé du prix Kinema Junpo pour ce film,. |
| Apartment Wife: Prime Woman 団地妻 女ざかり Danchizuma Onna-zakari                                                          | Saburō Endō         | Junko Miyashita Tatsuya Hamaguchi                          | 28 octobre 1972   | Cinquième épisode de la série Apartment Wife. |
| Three Wives: Wild Nights 妻三人 狂乱の夜 Tsuma San-nin: Kyoran No Yoru                                                      | Masaru Konuma       | Akemi Nijo Hidemi Hara Mari Tanaka                         | 28 octobre 1972   | Mélodrame mettant en scène plusieurs épouses et maîtresses dans une propriété familiale. |
| Seduction 2: Embrace Of The White Angel 白い天使の抱擁 Shiroi Tenshi No Hoyo: Yuwaku 2                                      | Katsuhiko Fujii     | Yuko Katagiri Hidemi Hara Hijime Tanimoto                  | 8 novembre 1972   | Téléroman mettant en scène un personnel hospitalier. Une suite de la vidéo intitulée Seduction of the White Angel (1972). |
| L'École de la sensualité 官能教室 愛のテクニック Kanno Kyoshitsu: Ai No Technique                                           | Noboru Tanaka       | Mari Tanaka Nobutaka Masutomi Ryoji Nakamura               | 8 novembre 1972   | Une lycéenne est amoureuse de son professeur. |
| Afternoon Affair: Rear Window 昼下がりの情事 裏窓- Hirusagari No Joji: Uramado                                              | Shōgorō Nishimura   | Kazuko Shirakawa Taiji Tonoyama Junko Miyashita            | 18 novembre 1972  | Une femme voyeuriste est victime d'un chantage. |
| New Eros Schedule Book: An Offering Of Fine Skin 新・色暦大奥秘話 －やわ肌献上- Shin Irogoyomi Ooku Hiwa: Yawahada Kenjo    | Isao Hayashi        | Setsuko Ogawa                                              | 18 novembre 1972  | Quatrième épisode de la série Eros Schedule Book. |
| Erotic Sisters 色情姉妹 Shikijo Shimai                                                                                      | Chusei Sone         | Keiko Tsuzuki Akemi Nijo                                   | 29 novembre 1972  | Drame traitant de l'aliénation sociale. Met en scène trois sœurs: une secrétaire, une prostituée et une femme gangster. Un précurseur du film rose réalisé par Hisayasu Sato.                                                                                         |
| Sex Hunter: Wet Target セックス・ハンター 濡れた標的 Sex Hunter: Nureta Hyoteki                                             | Yukihiro Sawada     | Joji Sawada (George Harrison) Hiroko Isayama Miyoko Aoyama | 29 novembre 1972  | Un thème évoquant la rébellion de la jeunesse sur un fond d'érotisme. D'après les scénarios d' Alleycat Rock écrits par Sawada. |
| Secret Chronicle: Opening The Doors To The Sacred Altar ㊙弁天御開帳 Maruhi Benten Gokaicho                                 | Kazunari Takeda     | Mariko Jun Kyuzo Hayashiya                                 | 16 décembre 1972  | Second volet de la trilogie Secret Chronicle. |
| Office Lady Journal: Affair Of Female Cat ＯＬ日記 牝猫の情事 OL Nikki: Mesuneko No Joji                                    | Akira Katō          | Rie Nakagawa Katsuaki Yama                                 | 16 décembre 1972  | Deuxième film de la série Office Lady Journal. |
| 哀愁のサーキット | Tōru Murakawa       | 木山佳                                                     | 27 décembre 1972  | |
| Naked Seven aka Sengoku Rock: Female Warriors 戦国ロック 疾風の女たち Sengoku Rokku Hayate No Onnatachi                     | Yasuharu Hasebe     | Mari Tanaka Yuri Yamashina Keiko Tsuzuki                   | 27 décembre 1972  | Parodie du film Les sept Samouraïs de Kurosawa. Suite informelle à la série Alleycat Rock d'Hasebe. |

## 1973
| Titre | Réalisateur         | Distribution                                          | Parution          | Notes |
| --- | ------------------- | ----------------------------------------------------- | ----------------- | --- |
| 1973 |                     |                                                       |                   | |
| New Eros Schedule Book Concubine Secrets: Flower Storm New Year Sex 新色暦大奥秘話 花吹雪おんな事始め Shin Irogoyomi Ooku Hiwa: Hanaafubuki Onna Kotohajime | Katsuhiko Fujii     | Setsuko Ogawa                                         | 4 janvier 1973    | Cinquième épisode de la série Eros Schedule Book. |
| Confessions Of An Adolescent Wife: Shocking! おさな妻の告白 衝撃 ショック Osanazuma No Kokuhaku: Shogeki Shock!                                             | Shōgorō Nishimura   | Yuko Katagiri Yuri Yamashina Hajime Tanimoto          | 4 janvier 1973    | Premier épisode d'une trilogie intitulée Confessions Of An Adolescent Wife. Evoque l'érotisme au sein de la classe laborieuse. |
| College Girls: Sex Equation 女子大生 ＳＥＸ方程式 Joshidaisei: Sex Hoteishiki                                                                               | Kōyū Ohara          | Mari Tanaka Maki Carousel Miyoko Aoyama               | 13 janvier 1973   | Une tragi-comédie sur le thème de la jeunesse. Trois lycéennes à la recherche d'une soapland pour un magazine. |
| Apartment Wife: Night of The Rape 団地妻 奪われた夜 Danchizuma Ubawareta Yoru                                                                               | Saburō Endō         | Junko Miyashita Kazuko Shirakawa                      | 13 janvier 1973   | Sixième production dans la série Apartment Wife. |
| 性豪列伝 お揉みいたします | Isao Hayashi        | Hidemi Hara                                           | 24 janvier 1973   | |
| Afternoon Affair: Metamorphosis 昼下りの情事 変身 Hirusagari No Joji: Henshin                                                                               | Noboru Tanaka       | Miyoko Aoyama Keiko Aikawa Akira Takahashi            | 24 janvier 1973   | Drame. Le livreur d'un fleuriste pense de façon obsessionnelle à une vendeuse qui s'adonne à la prostitution une fois la nuit tombée. |
| Sex Rider: Injured Lust セックス・ライダー 傷だらけの欲情 Sex Rider: Kizudarake No Yokujo                                                                   | Koretsugu Kurahara  | Mimi Sugihara Masafumi Shiga                          | 3 février 1973    | Une suite de Sex Rider: Wet Highway (1971) |
| Overly-Ripe Breasts: Married Women 熟れすぎた乳房 人妻 Uresugita Chibusa: Hitozuma                                                                          | Chusei Sone         | Junko Miyashita Keiko Aikawa Kazuko Shirakawa         | 3 février 1973    | Mélodrame. Une femme mariée se livre au saphisme avec la sœur de son amant. |
| Naked Resume: True Story Of Kazuko Shirakawa 実録白川和子 裸の履歴書 Jitsuroku Shirakawa Kazuko: Hadaka No Rirekisho                                        | Chusei Sone         | Kazuko Shirakawa Taiji Tonoyama                       | 21 février 1973   | Documentaire fictif concernant l'actrice Kazuko Shirakawa. Dernier film de l'actrice Shirakawa avant qu'elle ne se retire momentanément de l'industrie pornographique pour se marier. Junko Miyashita prend sa relève comme « bête de course » des studios Nikkatsu. |
| Secret of Concubine Palace Addendum: Convent's Gate of Lust ㊙大奥外伝 尼寺淫の門 Maruhi Ooku Gaiden Amadera In No Mon                                      | Katsuhiko Fujii     | Setsuko Ogawa Miki Hayashi                            | 21 février 1973   | Septième de la série Eros Schedule Book. |
| 女高生ＳＥＸ暴力 | Nobuaki Shirai      | Yuko Katagiri                                         | 3 mars 1973       | |
| 妻三人 肌くらべ | Isao Hayashi        | Hidemi Hara                                           | 3 mars 1973       | |
| Apartment Wife: Night of Pleasure 団地妻 歓喜の夜 Danchizuma Kanki No Yoru                                                                                  | Saburō Endō         | Junko Miyashita Masumi Jun                            | 14 mars 1973      | Septième épisode de la série Apartment Wife. |
| Love Affair In Purgatory さいはての情事 Saihate No Joji | Keiichi Ozawa       | Maki Kawamura Keizo Kanie                             | 14 mars 1973      | Une veuve tombe amoureuse d'un malfrat. |
| Lovers Are Wet 恋人たちは濡れた Koibito-tachi Wa Nureta | Tatsumi Kumashiro   | Rie Nakagawa Toru Ohe                                 | 24 mars 1973      | Une importante réalisation de Kumashiro qui a pour thème l'arrivée d'un jeune homme dans un village de pêcheurs. |
| Le Doux Parfum d'Eros エロスは甘き香り Eros Wa Amaki Kaori                                                                                                  | Toshiya Fujita      | Hiroko Isayama Kaori Momoi Choei Takahashi            | 24 mars 1973      | Premier Roman Porno volontairement axé sur le film culte et le théâtre de l'absurde. |
| 職業別ＳＥＸ攻略法 | Isao Hayashi        | Hidemi Hara                                           | 24 mars 1973      | |
| Japan's Pleasure District: Three Sisters At A Turkish Bath にっぽん歓楽地帯 トルコ三姉妹 Nippon Kanraku-chitai Toruko Sanshimai                             | Kōyū Ohara          | Yuko Katagiri Akimi Nijo Keiko Aikawa                 | 4 avril 1973      | Trois sœurs appliquant la devise « Si vous avez choisi de vous prostituer, autant en être une authentique » |
| Afternoon Affair: Kyoto Holy Tapestry 昼下りの情事 古都曼陀羅 Hirusagari No Joji: Koto-mandara                                                              | Masaru Konuma       | Yuri Yamashina Morio Kazama                           | 4 avril 1973      | Premier Roman Porno sur un thème masochiste. |
| Apartment Wife: Scent of a Woman 団地妻 女の匂い Danchizuma Onna No Nioi                                                                                    | Shin'ichi Shiratori | Junko Miyashita Keiko Aikawa                          | 14 avril 1973     | Huitième épisode de la série Apartment Wife. |
| Maruhi: Joro Seme Jigoku aka Prostitute Torture Hell ㊙女郎責め地獄 Maruhi: Joro Seme Jigoku                                                                | Noboru Tanaka       | Rie Nakagawa Yuri Yamashina Hijiri Abe                | 14 avril 1973     | Second volume de la trilogie Secret Chronicle. |
| Confessions Of An Adolescent Wife: Climax! おさな妻の告白 陶酔 クライマックス Osanazuma No Kokuhaku: Tousui Climax!                                         | Shōgorō Nishimura   | Yuko Katagiri Morio Kazama Kunio Shimizu              | 25 avril 1973     | Seconde partie de la trilogie Confessions Of An Adolescent Wife. |
| Lessons In The Art Of Sex: Majoring In Voyeurism 色道講座 のぞき専科 Shiki-do Koza: Nozoki Senka                                                            | Kazunari Takeda     | Akemi Nijo Masumi Jun Go Awazu                        | 25 avril 1973     | Un prêteur sur gages, voyeur, transforme sa boutique en lupanar dans le but d'observer les ébats amoureux de ses clients. L'histoire se déroule au temps de la féodalité.                                                                                            |
| Secret of Concubine Palace Addendum: Aphrodisiac Women Orgy ㊙大奥外伝 淫薬おんな狂乱 Maruhi Ooku Gaiden Inyaku Onna Rankyo                                 | Yukihiko Kondo      | Keiko Shijiki                                         | 25 avril 1973     | Huitième film de la série Eros Schedule Book. |
| 陽は沈み陽は昇る | Koreyoshi Kurahara  | Rose-Marie Dexter                                     | 28 avril 1973     | |
| ㊙温泉穴場さがし | Isao Hayashi        | Junko Miyashita                                       | 5 mai 1973        | |
| College Girls: Sex Equation *** 女子大生ＳＥＸ方程式 同棲                                                                                                   | Kōyū Ohara          | Hitomi Kozue Mari Tanaka                              | 5 mai 1973        | |
| L'Enfer des femmes, forêt humide 女地獄 森は濡れた Onna jigoku: Mori wa nureta                                                                              | Tatsumi Kumashiro   | Hiroko Isayama Rie Nakagawa Hatsuo Yamaya             | 23 mai 1973       | Tiré du roman Justine ou les Malheurs de la vertu du Marquis de Sade. L'histoire est transposée au sein du Japon contemporain. |
| 女高生 肉体暴力 | Yukihiko Kondo      | Yuri Yamashina                                        | 23 mai 1973       | |
| Love Affair On A Rainy Night 雨の夜の情事 Ame No Yo No Joji                                                                                                 | Shin'ichi Shiratori | Junko Miyashita Moeko Ezawa Hirokazu Inoue            | 23 mai 1973       | Un homme épouse la femme de celui dont il a heurté la voiture lors d'un accident de la route. |
| Delinquent Girl: Alleycat In Heat 不良少女 野良猫の性春 Furyo Shoujo: Noraneko No Seishun                                                                   | Chusei Sone         | Yuko Katagiri Setsuko Ohyama Hideaki Ezumi            | 31 mai 1973       | Une femme se prostitue pour son yakuza. |
| Love Hunter: Lust 恋の狩人 欲望 Koi No Karyudo: Yokubo | Seiichiro Yamaguchi | Mari Tanaka Teruo Matsuyama Aya Ichida                | 2 juin 1973       | Une suite de Love Hunter (1972) |
| New Eros Schedule Book Concubine Secrets: Sexual Technique Education 新色暦大奥秘話 愛戯お仕込処 Shin Irogoyomi Ooku Hiwa: Aigi Oshikomi-dokoro             | Katsuhiko Fujii     | Setsuko Ogawa                                         | 13 juin 1973      | Sixième volume de la série Eros Schedule Book. |
| ㊙穴場情報 牝馬の吐息 | Saburō Endō         | Junko Miyashita                                       | 13 juin 1973      | |
| 怨歌情死考 傷だらけの花弁 | Kōyū Ohara          | Setsuko Ogawa                                         | 23 juin 1973      | |
| 外人妻 | Nobuaki Shirai      | サラ・バーネット                                      | 23 juin 1973      | |
| Retreat Through The Wet Wasteland 濡れた荒野を走れ Nureta Koya O Hashire                                                                                    | Yukihiro Sawada     | Takeo Chii Yuri Yamashina Maki Kawamura               | 23 juin 1973      | Drame nihiliste traitant de la brutalité policière. Pour un grand nombre da critiques ce film intrônise l'image de l'anti héros du cinéma japonais. |
| Showa Woman: Naked Rashomon 昭和おんなみち 裸性門 Showa Onnamichi: Rashomon                                                                                 | Chusei Sone         | Hitomi Kozue Hideaki Ezumi                            | 4 juillet 1973    | Un drame historique surréaliste écrit par le scénariste Atsushi Yamatoya. Considéré comme le meilleur film de Sone. Il a été injustement ignoré,. |
| Apartment Wife: Playing with Fire 団地妻 火遊び Danchizuma Hiasobi                                                                                          | Shōgorō Nishimura   | Junko Miyashita Katsuo Yamada                         | 4 juillet 1973    | Neuvième vidéo de la série Apartment Wife. |
| 淫獣の宿 | Shōgorō Nishimura   | インゲル・サンド バール・ヤンソン                     | 7 juillet 1973    | |
| Yakuza Goddess: Lust And Honor やくざ観音 情女仁義 Yakuza Kannon: Ito Jingi                                                                                 | Tatsumi Kumashiro   | Jiro Okazaki Nozomi Yasuda                            | 14 juillet 1973   | Un moine face à son passé. |
| Midnight Fairy 真夜中の妖精 Mayonaka No Yosei | Noboru Tanaka       | Yuri Yamashina Morio Kazama Setsuko Ohyama            | 14 juillet 1973   | Un homme est amoureux d'une femme sur le point de se marier. Il essaie de gâcher ses noces par tous les moyens. |
| Sex War 必殺色仕掛け Hissatsu Irojikake | Katsuhiko Fujii     | Akemi Nijo Ayako Ichikawa Reiko Maki                  | 14 juillet 1973   | Un concours entre lupanars au début de la période Shōwa |
| Sanctuary In The Night 夜の禁猟区 Yoru No Kinryo-ku | Keiichi Ozawa       | Hitomi Kozue Ayako Ichikawa Hyoe Enoki                | 25 juillet 1973   | Une fille secourt un terroriste dont elle est amoureuse. Ce dernier noue une idylle avec la sœur de sa secouriste. |
| Love Makes Me Wet 愛に濡れたわたし Ai Ni Nureta Watashi | Akira Katō          | Junko Miyashita Risa Aoki Yasuhiko Ishizu             | 25 juillet 1973   | Un film érotique et surréaliste très apprécié. |
| Erotic Journey: Love Affair In Hong Kong 色情旅行 香港慕情 Shikijo Ryoko: Hong Kong Bojo                                                                    | Masaru Konuma       | Setsuko Ogawa Yuko Katagiri Junko Miyashita           | 4 août 1973       | Un film satyrique sur les films d'action de Nikkatsu au cours des années 1960. Film au budget très important mettant en scène les trois actrices des studios Nikkatsu les plus en vue de l'époque.                                                                   |
| 女子大生 ＳＥＸ夏期ゼミナール | Isao Hayashi        | Nozomi Yasuda                                         | 4 août 1973       | |
| 戦争と人間 第三部 完結篇 | 山本薩夫            | Ruriko Asaoka                                         | 11 août 1973      | |
| Sex-Crime Coast: School Of Piranha 肉体犯罪海岸 －ピラニアの群れ Nikutai Hanzai Kaigan: Piranha No Mure                                                     | Shōgorō Nishimura   | Hitomi Kozue Masumi Jun Ryoji Nakamura                | 15 août 1973      | Une station balnéaire est le théâtre d'une lutte sans merci entre deux bandes rivales composées l'une de fermmes et l'autre d'hommes Beaucoup considèrent que ce film marque un mauvais tournant dans la carrière de Nishimura.                                      |
| Sex Report From A Female Private Detective: Housewife Prostitution 女調査員ＳＥＸレポート 主婦売春 Onna Chosain Sex Report: Shufu Baishun                   | Shin'ichi Shiratori | Naomi Oka Yuri Yamashina Junko Miyashita              | 15 août 1973      | À l'occasion d'une enquête sur une affaire de divorce, une détective, Honey Ohara, découvre une affaire de prostitution impliquant des femmes mariées. |
| ㊙商社情報 女買い占め売り惜しみ | Nobuaki Shirai      | Reiko Maki                                            | 15 août 1973      | |
| Secret Chronicle: Crimson Goddess In Paradise ㊙極楽紅弁天 Maruhi: Gokuraku Aka-benten                                                                      | Chusei Sone         | Yuko Katagiri Meika Seri Ryo Yamamoto                 | 25 août 1973      | Troisième et dernier volet de la trilogie Secret Chronicle. |
| Female Teacher: Private Life 女教師 私生活 Onna Kyoshi: Shiseikatsu                                                                                         | Noboru Tanaka       | Ayako Ichikawa Morio Kazama Hitomi Kozue              | 25 août 1973      | Première partie d'un film qui en comporte deux. Le film est à l'origine d'une série de 8 vidéos. Le scénario est présenté à l'occasion d'un concours dont il remporte le prix. Le scénariste Mari Abe est récompensé en numéraire et gagne une bourse d'études.      |
| Legend Of The Sex Thief In Edo 大江戸性盗伝 －女斬り Ohedo Seito-den Onnagiri                                                                               | Katsuhiko Fujii     | Setsuko Ogawa Hideaki Ezumi Junko Miyashita           | 12 septembre 1973 | Drame historique mettant en scène un rōnin et une femme enlevée. |
| Shinjuku Love Hotel: Secret Weekend Paradise 新宿ラブ・ホテル 週末㊙天国 Shinjuku Love Hotel: Shumatsu Maruhi Tengoku                                       | Saburō Endō         | Reiko Maki Setsuko Ohyama Kaoru Hazuki                | 12 septembre 1973 | Bouffonnaries dans les toilettes du lycée à l'occasion d'une récréation. |
| 密のしたたり | Akira Katō          | ソルベイ・アンダーソン ペーデル・シンバーリ           | 22 septembre 1973 | |
| True Story Of Sex And Violence In A Female High School 番格 女子高校生のＳＥＸと暴力の実態 Bankaku Joshikokosei No Sex To Bouryoku No Jittai                | Koretsugu Kurahara  | Hitomi Kozue Naomi Oka Noriko Igarashi                | 22 septembre 1973 | L'histoire d'une sukeban (délinquente). |
| Wandering Seagull: Night In Kushiro さすらいかもめ －釧路の夜 Sasurai Kamome: Kushiro No Yoru                                                               | Shōgorō Nishimura   | Yuko Katagiri Junko Miyashita Toshihiko Oda           | 5 octobre 1973    | Deux importantes vedettes de Nikkatsu à l'écran. Dernier rôle de l'actriceKatagiri. |
| 実話ポルノ事件簿 結婚詐欺 | Yukihiko Kondo      | Yuko Katagiri Keiko Shijiki                           | 5 octobre 1973    | |
| 性豪列伝 夜の牝馬ならし | Isao Hayashi        | Masumi Jun                                            | 5 octobre 1973    | |
| ㊙女郎残酷色地獄 | Shin'ichi Shiratori | Rie Nakagawa                                          |                   | |
| 人妻 －残り火－ | Tadahiko Isomi      | Junko Miyashita                                       | 24 octobre 1973   | |
| A Man & A Woman Behind The Fusuma Screen 四畳半襖の裏張り Yojo-han Fusuma No Urabari                                                                        | Tatsumi Kumashiro   | Junko Miyashita Naomi Oka                             | 3 novembre 1973   | Film ayant remporté un important succès auprès du public. Décrit les amours d'une geisha. Scénariste inconnu mais peut-être Nagai Kafu). |
| 女子大生 偽処女 | Nobuaki Shirai      | Masumi Jun                                            | 3 novembre 1973   | |
| Sex Education Mistresses 性教育ママ Sei-kyoiku Mama | Akira Katō          | Michiko Tsukasa Masumi Jun Rie Nakagawa Yuko Katagiri | 20 novembre 1973  | Quatre femmes frustrées racolent de jeunes adolescents et se livrent à des scènes de sexe dans un appartement. Premier rôle secondaire important pour la future vedette Yuko Katagiri qui deviendra, par la suite, quatrième tête d'affiche chez Nikkatsu.           |
| Sigh ためいき Tameiki | Chusei Sone         | Yumiko Tatsuno Aoi Nakajima                           | 20 novembre 1973  | Une femme vierge développe un apétit sexuel vorace après avoir été violée dans un train |
| Office Lady Journal: Poaching ＯＬ日記 密漁 あさる OL Nikki: Mitsuryo (Asaru)                                                                               | Katsuhiko Fujii     | Hitomi Kozue Junko Miyashita                          | 5 décembre 1973   | Troisième vidéo de la série Office Lady Journal. |
| Female Teacher: Sweet Life 女教師 甘い生活 Onna Kyoshi: Amai Seikatsu                                                                                       | Masaru Konuma       | Ayako Ichikawa Aoi Nakajima Nozomi Yasuda             | 5 décembre 1973   | Seconde partie du diptyque qui commence avec le film Female Teacher: Private Life (1973). Scénario présenté à un concours. |
| Season Of Lust: A Trail Of Honey From An 18 Year Old 欲情の季節 密をぬる１８才 Yokujo No Kisetsu: Mitsu O Nuru 18-sai                                       | Kazunari Takeda     | Hitomi Kozue Aoi Nakajima                             | 15 décembre 1973  | Une femme guérit l'impuissance sexuelle de ses amants. |
| 女調査員ＳＥＸレポート 婦女暴行 | Yukihiko Kondo      | Ayako Ichikawa                                        | 15 décembre 1973  | |
| Kanto County Sex Unit バンカク 関東ＳＥＸ軍団 Bankaku: Kanto Sex Gundan                                                                                     | Keiichi Ozawa       | Noriko Igarashi Michi Aoyama Shoji Ohki               | 26 décembre 1973  | Une suite du film True Story of Sex and Violence in a Female High School (1973) |
| Crazy Season 狂棲時代 Kyosei Jidai | Shin'ichi Shiratori | Yuri Yamashma Michiko Tsukasa Moeko Ezawa             | 26 décembre 1973  | Une autre version du controversé Skeleton In The Closet (1965) de Koji Wakamatsu. |

## 1974
| Titre | Réalisateur                  | Distribution                                          | Parution          | Notes |
| --- | ---------------------------- | ----------------------------------------------------- | ----------------- | --- |
| 1974 |                              |                                                       |                   | |
| Wet Lust: 21 Strippers 濡れた欲情 特出し２１人 Nureta Yokujo: Tokudashi 21-nin                                                                         | Tatsumi Kumashiro            | Yuko Katagiri Yoshinori Furukawa Meika Seri           | 3 janvier 1974    | Suite du film Ichijo's Wet Lust (1972). A reçu une critique très élogieuse. Retour à l'écran réussi pour l'actrice Katagiri. |
| Concubine Secrets: Glorious Sex Scroll 大奥秘話 晴姿姫ごと絵巻 Ooku Hiwa Haresugata Himegoto-emaki                                                     | Isao Hayashi                 |                                                       | 3 janvier 1974    | Neuvième et dernier épisode de la série Eros Schedule Book. |
| Apartment Wife: Afternoon Seduction 団地妻 昼下りの誘惑 - Danchizuma Hirusagari No Yuuwaku                                                             | Shōgorō Nishimura            | Junko Miyashita Moeko Ezawa                           | 15 janvier 1974   | Dixième épisode de la série Apartment Wife. |
| Confessions Of An Adolescent Wife: Ecstasy! おさな妻の告白 失神 エクスタシー Osanazuma No Kokuhaku: Shisshin!                                          | Tadahiko Isomi               | Yumiko Tatsuno Ayako Ichikawa Hirokazu Inoue          | 15 janvier 1974   | Dernier film de la trilogie Confessions Of An Adolescent Wife. |
| Professional Sex Performers: A Docu-Drama 実録エロ事師たち Jitsuroku Erogotoshitachi                                                                   | Chusei Sone                  | Akemi Nijo Taiji Tonoyama Mariko Hoshi                | 26 janvier 1974   | Un retour remarqué de Chusei Sone après échecs. Nikkatsu poursuivra les films construits sur un mode documentaire après le succès de ce film. |
| Secret Of The College Girls: Part-Time Sex Pros ㊙女子大生 ＳＥＸアルバイト Maruhi Joshidaisei: Sex Arbeit                                             | Kōyū Ohara                   | Masumi Jun Hitomi Kozue Reiko Maki                    | 26 janvier 1974   | Suite du film College Girls: Sex Equation (1972). Allmovie le compare à un épisode de I Love Lucy mais incluant des scènes de nudisme. |
| Gypsy Rose: A Docu-Drama 実録ジプシー・ローズ Jitsuroku: Gypsy Rose                                                                                    | Shōgorō Nishimura            | Maya Hiromi Nagatoshi Sakamoto Akimi Nijo             | 6 février 1974    | Histoire véridique de la stripteaseuse japonaise Rose Marie (son nom est devenu Gypsy Rose dans le film) décédée en 1967. Sombre et graveleux, le film a cependant connu un succès inattendu.                                                                                                |
| Office Lady Journal: Wet Bundle ＯＬ日記 濡れた札束 OL Nikki: Nureta Satsutaba                                                                         | Akira Katō                   | Aoi Nakajima Moeko Ezawa Kazuki Doshita               | 6 février 1974    | Quatrième de la série Office Lady Journal. |
| Man And Woman Behind The Fusuma Screen: Enduring Skin 四畳半襖の裏張り しのび肌 Yojo-han Fusuma No Urabari: Shinobi Hada                               | Tatsumi Kumashiro            | Junko Miyashita Hideaki Ezumi Naomi Oka               | 16 février 1974   | Suite du film Man And Woman Behind The Fusuma Screen (1973). Film célèbre pour avoir introduit « are » (« cela ») pour désigner le sexe, un euphémisme encore employé. |
| Sigh 2 続ためいき Zoku Tameiki | Chusei Sone                  | Hitomi Kozue Rokko Toura                              | 16 février 1974   | Une suite du film Sigh (1973). |
| 女子大生 かりそめの妻 | Kazunari Takeda              | Mariko Hoshi                                          | 2 mars 1974       | |
| White Whore 白い娼婦 花芯のたかまり Kashin No Takamari                                                                                                 | Masaru Konuma                | Yuri Yamashina Misa Aoyama Toru Ohe                   | 2 mars 1974       | |
| Office Lady Journal: Ruined Lust ＯＬ日記 ちぎれた愛欲 OL Nikki: Chigireta Aiyoku                                                                      | Asao Kuwayama                | Hitomi Kozue Nozomi Yasuda                            | 13 mars 1974      | Cinquième épisode de la série Office Lady Journal. |
| 昼下りの情事 噂の看護婦 | Katsuhiko Fujii              | 美理恭子                                              | 13 mars 1974      | |
| 実録エロ事師たち 巡業花電車 | Isao Hayashi                 | Mariko Hoshi                                          | 9 avril 1974      | |
| 日本モーテルエロチカ 回転ベッドの女 | Nobuaki Shirai               | Masumi Jun                                            | 9 avril 1974      | |
| Sukeban Deka: Dirty Mary すけばん刑事 ダーティ・マリー Sukeban Deka: Dirty Mary                                                                        | Yasuharu Hasebe              | Hitomi Azusa Yuri Yamashina Junko Miyashita           | 20 avril 1974     | Sans relation avec la série Sukeban Deka plus tardive. Un hommage au personnage Dirty Harry qu'incarne Clint Eastwood. Une erreur dans la parution. Sa réputation a grandi ces dernières années.                                                                                             |
| Key 鍵 Kagi | Tatsumi Kumashiro            | Hideo Kanze Yuki Aresa Tokuko Watanabe                | 4 mai 1974        | Adaptation infructueuse d'un roman de Jun'ichirō Tanizaki. |
| Lost Love: Oil Hell ロスト・ラブ －あぶら地獄－ Lost Love: Abura Jigoku                                                                                | Masaru Konuma                | Akari Uchida Tetsuo Tomikawa Kazuko Tajima            | 4 mai 1974        | Un « raté » de Komuma, principal réalisateur chez Nikkatsu. |
| 卓のチョンチョン | Isao Hayashi／Nobuaki Shirai | Mariko Hoshi                                          | 8 juin 1974       | |
| Man & Woman Sexology: Private Lessons 男女性事学 個人授業 Danjo Seiji-gaku: Kojin Jugyo                                                                | Kōyū Ohara                   | Rie Nakagawa Asuka Seri Fumihito Tajiri               | 8 juin 1974       | Un échec pour le réalisateur Kōyū Ohara. Un film érotique à l'humour douteux qui contraste avec ses productions habituelles. |
| Last Day Of The Red Light District: March 31, 1958 aka The Last Whorehouse 赤線最後の日 昭和３３年３月３１日 Akasen Saigo No Hi: Showa 33-nen 31-nichi | Shin'ichi Shiratori          | Junko Miyashita Aoi Nakajima Meika Seri               | 22 juin 1974      | À propos de la fin de la prostitution au Japon. |
| Flower and Snake 花と蛇 Hana To Hebi | Masaru Konuma                | Naomi Tani Yasuhiko Ishizu Nagatoshi Sakamoto         | 22 juin 1974      | Naomi Tani est, pour la première fois, l'actrice principale d'un film produit par Nikkatsu. Premier Roman Porno de pur sadomasochisme,. |
| 秘本 乱れ雲 | Shōgorō Nishimura            | Jun Midorikawa                                        | 6 juillet 1974    | |
| Secret Book: Turbulent Cloud ＳＥＸハイウェイ 女の駐車場 Hihon: Midaregumo                                                                             | Tadahiko Isomi               | Jun Midorikawa Yuri Yamashina Junko Miyashita         | 6 juillet 1974    | Premier film de la trilogie Secret Book. |
| ふるさとポルノ記 津軽シコシコ節 | Nobuaki Shirai               | Maki Kawamura                                         | 20 juillet 1974   | |
| New Apartment Wife: Afternoon Beast 新・団地妻 けものの昼下り - Shin Danchizuma Kemono No Hirusagari                                                   | Akira Katō                   | Junko Miyashita Akira Hanagami                        | 6 juillet 1974    | Onzième film de la série Apartment Wife. |
| カルーセル麻紀 夜は私を濡らす | Shōgorō Nishimura            | カルーセル麻紀                                        | 3 août 1974       | |
| Female Ninja Magic: 100 Trampled Flowers くノ一淫法 百花卍がらみ Kunoichi Ninpo: Hyakka Manji-garimi                                                   | Chusei Sone                  | Junko Miyashita Kyoko Kano Hitomi Kozue Yuko Katagiri | 3 août 1974       | Film d'action « rose » portant à l'écran des femmes-ninjas dotées de pouvoirs surnaturels. |
| 黒い牝豹Ｍ | Koretsugu Kurahara           | Reiko Ike                                             | 14 août 1974      | |
| 妹 | Toshiya Fujita               | Kumiko Akiyoshi                                       | 14 août 1974      | |
| Modern Prostitution: Lust Under A Uniform 現代娼婦考 制服の下のうずき Gendai Shofu-ko: Seifuku No Shita No Uzuki                                       | Chusei Sone                  | Masumi Jun Mariko Hoshi                               | 28 août 1974      | Un film mineur du réalisateur Sone au moment où, ayant atteint le milieu de sa carrière, son travail s'effondre brutalement. |
| Kaoru Kiri: The Best Lesbian In Japan, A Docu-Drama 実録桐かおる －にっぽん一のレズビアン－ Jitsuroku Kiri Kaoru: Nipponichi No Lesbian                | Katsuhiko Fujii              | Kaoru Kiri Tomi Kasuga                                | 28 août 1974      | Enchevêtrement romantico-érotique de corps au cours d'une scène de saphisme. |
| Bawdy Tales Of Edo: Octopus & Sea Shell 江戸艶笑夜話 蛸と赤貝 - Edo Ensho Yawa: Tako To Akagai                                                         | Atsushi Fujiura              | Setsuko Ogawa KC (Casey) Takamine                     | 11 septembre 1974 | Premier Roman Porno du réalisateur Atsushi Fujiura. |
| Secret Chronicle: She-Beast Market aka Lusty Beast Market ㊙色情めす市場 - Maruhi: Shikijo Mesu Ichiba                                                 | Noboru Tanaka                | Meika Seri Genshu Hanayagi Junko Miyashita            | 11 septembre 1974 | Dernier épisode de la trilogie Secret Chronicle. Encensé par des critiques réputés en raison de prises de vues innovantes du réalisateur Tanaka et pour l'excellente distribution des rôles.                                                                                                 |
| Red Light District: Gonna Get Out 赤線玉の井 ぬけられます Akasen Tamanoi: Nukeraremasu                                                                 | Tatsumi Kumashiro            | Junko Miyashita Keizo Kanie Naomi Oka                 | 21 septembre 1974 | Une version érotique du film Red Light District/Street of Shame (1956) de Kenji Mizoguchi. Met en scène quatre prostituées avant que la prostitution ne devienne illégale au Japon. Film apprécié par la critique pour l'utilisation judicieuse de mangas dessinés par l'artiste Yu Takida,. |
| Morning Frenzy 狂乱の喘ぎ Kyoran No Aegi | Shōgorō Nishimura            | Maya Hiromi Hitomi Kozue Toshihiko Oda                | 5 octobre 1974    | |
| 花嫁は濡れていた | Yukihiko Kondo               | Osamu Tsuruoka                                        | 5 octobre 1974    | |
| Secret Book: Sleeve And Sleeve 秘本 袖と袖 Hihon: Sode To Sode                                                                                         | Akira Katō                   | Junko Miyashita Morio Kazama Hitomi Kozue             | 26 octobre 1974   | Deuxième film de la trilogie Secret Book. |
| Wife to be Sacrificed 生贄夫人 Ikenie Fujin | Masaru Konuma                | Naomi Tani Nagatoshi Sakamoto Terumi Azuma            | 26 octobre 1974   | Le plus grand succès de Nikkatsu parmi ses 5 meilleurs films. Conforte la présence de scènes sadomasochistes au sein des Roman Porno. Naomi Tani devient la Troisième « Reine de chez Nikkatsu »,.                                                                                           |
| Orgasms: Bath House Secret Techniques トルコ風呂㊙昇天 Toruko-buro Maruhi Shoten                                                                       | Isao Hayashi                 | Masumi Jun Yuri Yamashina                             | 9 novembre 1974   | Un concours entre prostituées dans un soapland. |
| あばよダチ公 | Yukihiro Sawada              | Yusaku Matsuda                                        | 9 novembre 1974   | |
| バージンブルース | Toshiya Fujita               | Kumiko Akiyoshi                                       | 9 novembre 1974   | |
| 制服の処女 男狂い | Saburō Endō                  | Kyoko Naito                                           | 7 décembre 1974   | |
| Boso Rhythm: Thank God For Women 房総ペコペコ節おんな万祝 Boso Pekopeko-bushi: Onna Maiwai                                                             | Nobuaki Shirai               | Mariko Hoshi Kenzo Shibuya Yuri Yamashina             | 7 décembre 1974   | Histoire humoristique d'un festival du sexe dans un village montagnard. |
| 制服の処女 男狂い | 藤田敏八／加藤彰             | Kumiko Akiyoshi                                       | 28 décembre 1974  | |
| 宵待草 | Tatsumi Kumashiro            | Kumiko Akiyoshi                                       | 28 décembre 1974  | |

## 1975
| Titre | Réalisateur         | Distribution                                            | Parution          | Notes |
| --- | ------------------- | ------------------------------------------------------- | ----------------- | --- |
| 1975 |                     |                                                         |                   | |
| Secret Book: Peeled Egg 秘本むき玉子 Hihon: Muki Tamago                                                                                   | Shōgorō Nishimura   | Hitomi Kozue Mariko Hoshi Junko Miyashita               | 14 janvier 1975   | Dernier film de la trilogie Secret Book. |
| 実録 元祖マナ板ショー | Katsuhiko Fujii     | Yuri Yamashina                                          | 14 janvier 1975   | |
| Red Light District: Woman In The Honmoku Brothel 赤線本牧チャブヤの女 Akasen Honmoku Chabuya No Onna                                      | Shin'ichi Shiratori | Maya Hiromi Yuko Katagiri                               | 25 janvier 1975   | L'histoire d'une prostituée au cours des années précédant la Deuxième Guerre mondiale. |
| Teenagers' Sex Journal '75 十代の性典'７５ Judai No Seiten '75                                                                            | Yukihiko Kondo      | Yoko Asakura Kiyoyasu Adachi Kyoko Naito                | 25 janvier 1975   | Un film rose destiné à la jeunesse. |
| A Woman Called Sada Abe aka Sada Abe, A Docu-Drama 実録阿部定 Jitsuroku: Abe Sada                                                         | Noboru Tanaka       | Junko Miyashita Hideaki Ezumi Nagatoshi Sakamoto        | 8 février 1975    | La saga de Sada Abe. Eclipsé sur le plan international par L'Empire des sens (1976)), un film de Nagisa Ōshima. A Woman Called Sada Abe est considéré comme le chef d'oœuvre de Tanaka et un des meilleurs Roman Porno. |
| New Apartment Wife: Prostitution In Building #113 新・団地妻 売春グループ１３号館 - Shin Danchizuma Baishun Gurupu 13-Gokan               | Shōgorō Nishimura   | Rumi Tama Hidetoshi Kageyama                            | 19 février 1975   | Douzième film de la série Apartment Wife. Le premier Apartment Wife interprété per Rumi Tama qui supplante Junko Miyashita comme quatrième vedette de la série.                                                         |
| Lesbian World: Ecstasy レスビアンの世界 －恍惚－ Lesbian No Sekai: Koukotsu                                                               | Masaru Konuma       | Mihoko Arikawa Maki Kawamura Naomi Oka                  | 19 février 1975   | Premier volet de la trilogie Lesbian World. |
| The Rose And The Whip 薔薇と鞭 Bara To Muchi                                                                                              | Saburō Endō         | Akemi Nijo Hirokazu Inoue Yuri Yamashina                | 5 mars 1975       | Film sadomasochiste mettant en scène une photographe en vue et son mari. |
| True Story Of A Woman In Jail: Sex Hell 実録おんな鑑別所 性地獄 Jitsuroku Onna Kanbetsusho: Sei-jigoku                                    | Kōyū Ohara          | Hitomi Kozue Meika Seri Maya Hiromi                     | 5 mars 1975       | Premier film de la trilogie True Story Of A Woman In Jail (Film de prison pour femmes). |
| トルコ㊙悶絶 | Isao Hayashi        | Maya Hiromi                                             | 19 mars 1975      | |
| 襟裳岬 | Akira Katō          | Izumi Yamaguchi                                         | 1er avril 1975    | |
| Love Doll Report: An Adult Toy 大人のオモチャ ダッチワイフ・レポート Otona No Omocha: Dacchi Waifu Report                                 | Chusei Sone         | Maya Hiromi Naomi Oka Nobutaka Masutomi                 | 12 avril 1975     | Un médecin développe une poupée-robot sexuée pour des chercheurs au Pôle Sud. Scénario de Atsushi Yamatoya. |
| 女子大生 モーテル歌麿遊び | Tadahiko Isomi      | Maya Hiromi                                             | 12 avril 1975     | |
| Housewife's Experience: Tenement 主婦の体験レポート おんなの四畳半 Shufu No Taiken Report: Onna No Yo-jo-han                              | Kazunari Takeda     | Akane Kawasaki Junko Miyashita Taiji Tonoyama           | 26 avril 1975     | Premier film de la série à succès Housewife's Experience réalisée par Takeda. |
| Cruelty: Black Rose Torture aka Cruelty: Black Rose Slave 残酷 黒薔薇私刑 Zankoku: Kurobara Lynch                                         | Katsuhiko Fujii     | Naomi Tani                                              | 26 avril 1975     | Drame sadomasochiste dont l'action se déroule juste avant la Deuxième Guerre mondiale. Naomi Tani y subit les affronts de la police militaire.                                                                          |
| Red Light Tobita Brothel 赤線飛田遊廓 Akasen Tobita Yukaku                                                                                | Shōgorō Nishimura   | Yuko Katagiri Mariko Hoshi Setsuko Ohyama               | 10 mai 1975       | |
| New Apartment Wife: Blue Film Woman 新・団地妻 ブルーフィルムの女 Shin Danchizuma Blue Film No Onna                                       | Isao Hayashi        | Rumi Tama Hirokazu Inoue                                | 17 mai 1975       | Treizième vidéo de la série Apartment Wife. Scénario écrit par le mari de Rumi Tama. Le réalisateur Akitaka Kimata se retire des pinku eigas.                                                                           |
| 信州シコシコ節 [オンセン]芸者ＶＳお座敷ストリッパー                                                                                       | Nobuaki Shirai      | Reiko Akitsu                                            | 17 mai 1975       | |
| Lesbian World: Fondling 続・レスビアンの世界 －愛撫－ Zoku Lesbian No Sekai: Aibu                                                         | Chusei Sone         | Maki Mizuno Yuri Yamashina Hinako Ito                   | 4 juin 1975       | Second film de la trilogie Lesbian World. |
| Female Teacher: Boy Hunt 女教師 少年狩り Onna Kyoshi: Shonen-gari                                                                         | Masaru Konuma       | Maya Hiromi Akira Takahashi Kiyoyasu Adachi             | 4 juin 1975       | Une enseignante dans un lycée de garçons. Sans relation avec les deux films précédents intitulés Female Teacher. Suivi du film Female Teacher: Cherry Boy Hunt (1976).                                                  |
| Oryu's Passion: Bondage Skin お柳情炎 縛り肌 Oryu Joen: Shibari Hada                                                                      | Katsuhiko Fujii     | Naomi Tani Terumi Azuma Morio Kazama                    | 18 juin 1975      | Histoire des yakuzas à Osaka au cours des années 1920. |
| トルコ風呂㊙外伝 尼僧極楽 | Shin'ichi Shiratori | Naomi Oka                                               | 18 juin 1975      | |
| Tokyo Emanuelle 東京エマニエル夫人 Tokyo Emanieru Fujin                                                                                   | Akira Katō          | Kumi Taguchi Fujio Murakami Naka Fuyuki Mitsuyasu Maeno | 1er juillet 1975  | |
| True Story Of A Woman In Jail Continues 続実録おんな鑑別所 Zoku Jitsuroku Onna Kanbetsusho                                                | Kōyū Ohara          | Hitomi Kozue Mihoko Arikawa Kumi Natsuki                | 1er juillet 1975  | Second film de la trilogie True Story Of A Woman In Jail (Film de prison pour femmes). |
| Housewife's Experience: Tenement Apartment, The Sequel 主婦の体験レポート 続おんなの四畳半 Shufu No Taiken Report: Zoku Onna No Yo-jo-han | Kazunari Takeda     | Junko Miyashita Taiji Tonoyama Kimihiro Hiraizumi       | 23 juillet 1975   | Seconde production dans la série à succès Housewife's Experience, réalisée par Takeda. |
| 残酷 女高生(性)私刑 | Isao Hayashi        | Terumi Azuma                                            | 23 juillet 1975   | |
| Trembling わななき Wananaki | Shōgorō Nishimura   | Kaori Taniguchi Nobuji Takeuchi Akira Takahashi         | 23 juillet 1975   | Comédie érotique basée sur un roman de Koichiro Uno. A inspiré la série des adaptations des romans de Koichiro au cinéma.                                                                                               |
| Black Rose Ascension 黒薔薇昇天 Kurobara Shoten                                                                                           | Tatsumi Kumashiro   | Naomi Tani Terumi Azuma Meika Seri                      | 9 août 1975       | Satyre partiellement autobiographique de Nagisa Oshima par Kumashiro. Il traite de la vie romancée d'un réalisateur de films roses.                                                                                     |
| レズビアンの女王 続・桐かおる | Katsuhiko Fujii     | Kaoru Kiri                                              | 23 août 1975      | |
| 100 High School Girls: Secret Motel Report 女高生１００人 ㊙モーテル白書 Jokosei 100-nin: Maruhi Motel Hakusho                            | Chusei Sone         | Rei Okamoto Yoko Asakura Tamaki Katsura                 | 23 août 1975      | Une réalisation mineure de Sone traitant d'histoires d'amour entre filles d'un lycée. |
| Female Diver's Secret Report: Ecstasy ㊙海女レポート 淫絶 Maruhi Ama Report: Monzetsu                                                     | Yukihiko Kondo      | Rie Tachibana Maki Higuchi Yasuhiko Ishizu              | 6 septembre 1975  | Nudités féminines subaquatiques. A inspiré la série des Nasty Diver. |
| Office Lady Journal: Indecent Relations ＯＬ日記 猥褻な関係 OL Nikki: Waisetsuna Kankei                                                   | Nobuaki Shirai      | Akemi Nijo Junko Miyashita                              | 6 septembre 1975  | Sixième production de la série Office Lady Journal. |
| Lady Kamakura: Cherry Boy Club 鎌倉夫人 童貞倶楽部 Kamakura Fujin: Dotei Club                                                             | Isao Hayashi        | Junko Miyashita Akiko Yoshii Tatsuya Hamaguchi          | 20 septembre 1975 | Relate l'histoire d'une femme sexuellement frustrée qui a des rapports (sexuels) avec les moines étudiants d'un séminaire Bouddhiste pendant que son mari est en mer.                                                   |
| トルコ㊙最前線 －密技９６手－ | Saburō Endō         | Yuko Katagiri                                           | 20 septembre 1975 | |
| Nurses' Secret Chart: Randy White Uniforms 看護婦㊙カルテ 白い制服の悶え Kangofu Maruhi Karte: Shiroi Seifuku No Modae                    | Akihiko Yatsumaki   | Maki Mizuno Naomi Oka                                   | 4 octobre 1975    | Des infirmières possédant un don particulier pour ce qui touche au sexe travaillent dans un hôpital dont la vocation est de traiter l'impuissance.                                                                      |
| New Lesbian World: Rapture 新・レスビアンの世界 －陶酔－ Shin Lesbian No Sekai: Tosui                                                     | Shōgorō Nishimura   | Hiromi Igarashi Akemi Nijo Yuri Yamashina               | 4 octobre 1975    | Dernier film de la trilogie Lesbian World. |
| Great Edo: Secret Story Of A Female Doctor In Trouble 大江戸 ㊙おんな医者あらし Oedo: Maruhi Onna Isha Arashi                             | Masaru Konuma       | Yuko Katagiri Moeko Ezawa Junko Miyashita               | 18 octobre 1975   | Farce érotique qui se déroule dans une clinique spécialisée dans les avortements au cours de la période Edo. |
| Hostess Confidential: Three Juicy Sisters ホステス情報 潮ふき三姉妹 Hostess Joho: Shiofuki Sanshimai                                      | Chusei Sone         | Rei Okamoto Naomi Oka Tamaki Katsura                    | 18 octobre 1975   | Film mineur de réalisateur Sone dans lequel il est question de trois sœurs travaillant comme prostituées. |
| Tokyo Emanuelle: Private Lessons 東京エマニエル夫人 個人教授 Tokyo Emanuelle Fujin: Kojin Kyoju                                           | Katsuhiko Fujii     | Kumi Taguchi Midori Ohtani                              | 1er novembre 1975 | Une suite de Tokyo Emanuelle (1975). |
| White Female Cat: Ecstasy At High Noon 白い牝猫 真昼のエクスタシー Shiroi Mesuneko: Mahiru No Ecstasy                                     | Kōyū Ohara          | Hitomi Kozue Rie Tachibana Shunsuke Nago                | 1er novembre 1975 | Un Roman Porno pop art du réalisateur Ohara. Met en scène un gang à moto. |
| New Apartment Wife: Swapping 新・団地妻 夫婦交換 Shin Danchizuma Swapping                                                                 | Shin'ichi Shiratori | Aoi Nakajima Hirokazu Inoue                             | 22 novembre 1975  | Quatorzième production dans la série Apartment Wife. |
| Banned Book: Flesh Futon 発禁 肉蒲団 Hakkin Nikubuton                                                                                     | Nobuaki Shirai      | Terumi Azuma                                            | 22 novembre 1975  | Une comédie mettant en scène un écrivain de livres pornographiques, cinglé du sexe. Scénario d'Atsushi Yamatoya. |
| 新妻地獄 | Akira Katō          | Naomi Tani                                              | 6 décembre 1975   | |
| Wet Lust: Opening The Tulip 濡れた欲情 ひらけ！チューリップ Nureta Yokujo: Hirake! Tulip                                                  | Tatsumi Kumashiro   | Masami Ishii Kiyoyasu Adachi Kanpei Hazama              | 24 décembre 1975  | Un Roman Porno humoristique qui se déroule dans un petit salon de pachinko. Un film mineur pour un réalisateur comme Kumashiro.                                                                                         |
| Housewife's Experience: New Tenement Apartment 主婦の体験レポート 新・おんなの四畳半 Shufu No Taiken Report: Shin Onna No Yo-jo-han       | Kazunari Takeda     | Junko Miyashita Tamaki Katsura Kyoko Naito              | 24 décembre 1975  | Dernier film de la série à succès Housewife's Experience du réalisateur Takeda. |

## 1976
| Titre | Réalisateur         | Distribution                                            | Parution          | Notes |
| --- | ------------------- | ------------------------------------------------------- | ----------------- | --- |
| 1976 |                     |                                                         |                   | |
| Cloistered Nun: Runa's Confession 修道女ルナの告白 Shudojo Runa No Kokuhaku                                                        | Masaru Konuma       | Runa Takamura Aoi Nakajima Kumi Taguchi                 | 8 janvier 1976    | Sadomasochisme, viols et autres pratiques sexuelles dans le cadre d'un couvent. Premier film de la chanteuse Pop Runa Takamura. |
| Lady Ecstasy: Pleasure Profound alias Housewife In Prison alias Madame Ecstasy 淫絶夫人 快楽の奥 Monzetsu Fujin: Kairaku No Oku    | Shōgorō Nishimura   | Rumi Tama Rei Okamoto                                   | 8 janvier 1976    | Met en scène une femme professeur assistant à la sexualité débordante. |
| New True Story Of Woman Condemned To Hell 新・実録おんな鑑別所 －恋獄－ Shin Jitsuroku Onna Kanbetsusho Rengoku                    | Kōyū Ohara          | Hitomi Kozue Yuri Yamashina Naomi Oka                   | 24 janvier 1976   | Dernier film de la trilogie True Story of a Woman in Jail (Film de prison pour femmes). |
| Koichiro Uno's Up & Wet 宇能鴻一郎の濡れて立つ Uno Koichiro No Nurete Tatsu                                                        | Akira Katō          | Terumi Azuma Tsuyoshi Kubo                              | 24 janvier 1976   | Premier film des 23 réalisations de la série humoristiques par Koichiro Uno. D'un ton plus léger que la plupart des Roman Porno et axés sur des personnages féminins au caractère affirmé, ces réalisations ont été surnommées « pornographie à destination de la gent féminine ». |
| Rape! 犯す！ Okasu! | Yasuharu Hasebe     | Natsuko Yashiro Keizo Kanie Naomi Tani                  | 7 février 1976    | Premier film rose violent des Roman Porno,. |
| ＳＥＸ野郎 ㊙移動売春 | Isao Hayashi        | Osamu Kozugi                                            | 7 février 1976    | |
| My Sex Report: Intensities わたしのＳＥＸ白書 絶頂度 Watashi No Sex-hakusho                                                        | Chusei Sone         | Maria Mitsui Morihira Murakuni Nobutaka Masutomi        | 21 février 1976   | Un mélodrame bien construit. Une technicienne de laboratoire voyeuse se prostitue. |
| Competition: Married Couples Secret Technique 夫婦秘戯くらべ Fufu Higi Kurabe                                                      | Kazunari Takeda     | Junko Miyashita                                         | 21 février 1976   | Comédie sur l'impuissance et le voyeurisme. |
| Female Teacher: Cherry Boy Hunt 女教師 童貞狩り Onna Kyoshi: Dotei-gari                                                            | Akira Katō          | Tokuko Watanabe Tsuyoshi Mikami Shunsuke Nango          | 6 mars 1976       | Une suite pour Female Teacher: Boy Hunt (1975). |
| Apartment Wife: Flesh Financing 団地妻 肉体金融 Danchizuma Nikutai Kinyu                                                           | Shōgorō Nishimura   | Yu Mizuki Jun Kosugi                                    | 6 mars 1976       | Quinzième épisode de la série Apartment Wife. Considéré comme le meilleur de la série. |
| 新どぶ川学級 | Koji Okamoto        | Mitsuko Oka                                             | 13 mars 1976      | |
| Wet Vase aka Wet Tattooed Vagina 濡れた壺 Nureta Tsubo                                                                             | Masaru Konuma       | Naomi Tani Hirokazu Inoue Hiroko Fuji                   | 19 mars 1976      | « Un film psychologique sur la sadomasochisme » très apprécié par la critique. |
| 禁断 制服の悶え | Isao Hayashi        | Terumi Azuma                                            | 19 mars 1976      | |
| Fully Opened: Sisters Exposed aka Two Sisters: Strippers 全開 特出し姉妹 Zenkai Tokudashi Shimai                                   | Yukihiko Kondo      | Yuko Katagiri Akimi Nijo Osamu Tsuruoka                 | 3 avril 1976      | Un autre succès du tandem Kondo/Katagiri. Katagiri interprète le rôle d'une brave fille face à ses deux autres sœurs stripteaseuses. |
| Runa's Confession: "Men Crawling All Over Me" ルナの告白 私に群がった男たち Runa No Kokuhaku: Watashi Ni Muragatta Otokotachi      | Kōyū Ohara          | Runa Takamura Rumi Tama                                 | 14 avril 1976     | L'histoire de Runa Takamura, membre du groupe de pop (musique) Golden Halves et interprète principale du film rose Cloistered Nun: Runa's Confession (1976). |
| 淫乱な関係 | Nobuaki Shirai      | Hitomi Kozue                                            | 14 avril 1976     | |
| Secret Wish ひめごころ Himegokoro                                                                                                  | Katsuhiko Fujii     | Takako Kitagawa Mami Yuki Akira Nakabayashi             | 1er mai 1976      | Une lycéenne prise d'un ardent désir d'avoir son premier rapport sexuel. |
| Cage Of Lust: Wives' Afternoon 「妻たちの午後」より 官能の檻 Tsumatachi No Gogo Wa Yori: Kano No Ori                               | Shōgorō Nishimura   | Junko Miyashita Katsuro Yamada Remika Hokuto            | 1er mai 1976      | Une autre brillante interprétation de Junko Miyashita dans le rôle d'une maîtresse de maison lubrique. |
| あの感じ | Isao Hayashi        | 三上剛                                                  | 15 mai 1976       | |
| Lewd Widow 淫絶未亡人 Inzesu Mibojin                                                                                               | Chusei Sone         | Rumi Tama Yuri Yamashina Hideaki Ezumi                  | 15 mai 1976       | Un petit effort du réalisateur Sone pour mettre en scène les aventures amoureuses d'une veuve dans le magasin d'un photographe. |
| I Am 18 Years Old: Secret Story Of A Mistress 私は18才 ㊙二号生活 Watashi Wa 18-sai: Maruhi Nigo Seikatsu                          | Akihiko Yatsumaki   | Mami Yuki Tatsuya Hamaguchi                             | 29 mai 1976       | Un marin a une aventure amoureuse avec une adolescente qui pense, à tort, qu'elle est une prostituée. |
| 好色演戯 濡れ濡れ | Nobuaki Shirai      | Natsuko Yashiro                                         | 29 mai 1976       | |
| Walker In The Attic aka Stroller In The Attic 江戸川乱歩猟奇館 屋根裏の散歩者 Edogawa Rampo Ryoki-Kan: Yaneura No Sanpo Sha        | Noboru Tanaka       | Junko Miyashita Renji Ishibashi Tokuko Watanabe         | 12 juin 1976      | Film d'angoisse et érotique tiré d'un roman d'Edogawa Rampo. Un film très apprécié qui a valu au réalisateur Tanaka une grande notoriété. |
| Slave Wife 奴隷妻 Dorei zuma | Akira Katō          | Naomi Tani                                              | 12 juin 1976      | Un chauffeur enlève la femme de son riche employeur et la soumet à des tortures sexuelles. Le film se déroule dans la période de l'après guerre |
| Exposure: Call Girl's Testimony あるコールガールの証言 露出 Aru Callgirl No Shogen: Roshutsu                                       | Shōgorō Nishimura   | Kumi Taguchi Tony Wada Shinzo Hotta                     | 26 juin 1976      | Dernier film important du réalisateur Nishimura jusquau début de 1980. Taguchi interprète le rôle d'une call-girl métisse ayant une clientèle dans la haute société. |
| Late Bloom: Campus Erotica キャンパス・エロチカ 熟れて開く Campus Erotica: Urete Hiraku                                            | Kazunari Takeda     | Takako Kitagawa Tokuko Watanabe Hiroshi Yamamura        | 7 juillet 1976    | Une comédie restée sans succès et dont l'intérêt est de mettre en scène le premier personnage homosexuel au sein des films produits par Nikkatsu. |
| Assault! Jack The Ripper 暴行切り裂きジャック Boko! Kirisaki Jack                                                                  | Yasuharu Hasebe     | Tamaki Katsura Yutaka Hayashi Yuri Yamashina            | 7 juillet 1976    | Film rose « violent ». Controversé mais finalement très apprécié, ce film a permis à l'actrice Katsura d'être nommée aux Academy Best Actress. Son premier rôle en tant qu'actrice principale.                                                                                     |
| Female Convict 101: Sexual Hell 女囚１０１ 性感地獄                                                                                | Isao Hayashi        | Rumi Tama                                               | 21 juillet 1976   | |
| One Summer Experience: Sexy Virgin 性処女 ひと夏の経験 Seishojo: Hitonatsu No Keiken                                               | Koretsugu Kurahara  | Terumi Azuma Eiko Horii Katsuhisa Shinoda               | 21 juillet 1976   | Un film d'angoisse surréaliste dans le genre des films roses. |
| Getting Raped aka Raped 犯される Okasareru                                                                                         | Masaru Konuma       | Junko Miyashita Maki Mizuno Akira Hanagami              | 31 juillet 1976   | Un film mineur du réalisateur Konuma. |
| 色情海女 乱れ壺 | Saburō Endō         | Natsuko Yashiro                                         | 31 juillet 1976   | |
| Midsummer Night's Affair: Bliss 真夏の夜の情事 悶え Manatsu No Yo No Joji: Modae                                                   | Shōgorō Nishimura   | Yuko Katagiri Haruka Tajima Hideaki Ezumi               | 11 août 1976      | Une femme travaille dur dans deux métiers à la fois pour subvenir aux besoins de son mari qui la trompe par ailleurs. |
| I Am Aroused 感じるんです Kanjirundesu                                                                                             | Shin'ichi Shiratori | Jun Izumi Yu Mizuki Katsuhisa Shinoda                   | 11 août 1976      | Premier film de l'actrice Jun Izumi. |
| 四畳半青春硝子張り | Akira Katō          | 原真也                                                  | 21 août 1976      | |
| 嗚呼！！花の応援団 Ah!! Hana no Oh-endan                                                                                           | Chusei Sone         | Junko Miyashita                                         | 21 août 1976      | |
| Tokyo Secret Night Report aka Secret Night Report: Warm Sap 東京㊙ナイト・レポート 熱い樹液 Tokyo Maruhi Night Report: Atsui Jueki | Kōyū Ohara          | Kazuhiko Yakata Akemi Nijo Rie Tachibana                | 8 septembre 1976  | A l'encontre de la règle, l'invité d'un Night club tombe amoureux d'un habitué. Premier des Roman Porno axé sur la sexualité d'un dominant,. |
| International Stewardess: Erotic Flight 国際線スチュワーデス 官能飛行 Kokusai-sen Stewardress: Kanno Hiko                          | Katsuhiko Fujii     | Kumi Taguchi Yuri Yamashina Masayuki Yamamoto           | 25 septembre 1976 | Film d'angoisse et érotique. Scénario du réalisateur culte Atsushi Yamatoya. |
| Tattooed Flower Vase 花芯の刺青 熟れた壺 Kashin no irezumi: ureta tsubo                                                            | Masaru Konuma       | Naomi Tani                                              | 25 septembre 1976 | Drame axé sur l'Œdipe et les tatouages génitaux. |
| トルコ最新テクニック 吸舌 | Isao Hayashi        | サロメ角田                                              | 9 octobre 1976    | |
| Apartment Wife: Secret Call Girl 団地妻 ㊙出張売春 - Danchizuma Maruhi Shuccho Baishun                                             | Nobuaki Shirai      | Erina Miyai Remika Hokuto                               | 9 octobre 1976    | Seizième film de la série Apartment Wife. |
| Assault! 暴行！ Boko! | Yukihiro Sawada     | Hitomi Kozue Erina Miyai Nobutaka Masutomi              | 20 octobre 1976   | Une vengeance sadomasochiste. Film unanimemaent apprécié par les critiques. |
| 東京秘密ホテル けものの戯れ | Atsushi Fujiura     | Junko Miyashita                                         | 20 octobre 1976   | |
| 女高生(性)白書 肉体収容所 | Akihiko Yatsumaki   | Natsuko Yashiro                                         | 3 novembre 1976   | |
| 幼な妻 絶叫！！ | Shin'ichi Shiratori | Rina Nagisa                                             | 3 novembre 1976   | |
| 四年三組のはた | Katsuhiko Fujii     | Ryoko Tateishi                                          | 3 novembre 1976   | |
| Confessions Of A Female Secretary: Juice From The Fruit 女秘書の告白 果肉のしたたり Onna Hisho No Kokuhaku: Kaniku No Shitatari    | Yukihiko Kondo      | Hitomi Kozue Erina Miyai Kei Sasao                      | 17 novembre 1976  | Mélodrame. Une femme de ménage reçoit une promotion en compensation d'avoir été violée par le directeur de la société qui l'emploie. |
| 絶頂の女 | Saburō Endō         | Yuri Yamashina                                          | 17 novembre 1976  | |
| Student Mistress: Taste Of A Virgin 学生情婦 処女の味 Gakusei Mabu: Shojo No Aji                                                   | Kōyū Ohara          | Natsuko Yashiro Seiji Endo Junko Miyashita              | 27 novembre 1976  | Un drame érotique impliquant un yakuza. |
| Lusty Wife: Temptation Of Flesh 色情妻 肉の誘惑 Shikijo-zuma: Niku No Yuwaku                                                       | Shōgorō Nishimura   | Teruho Matsunaga Nagatoshi Sakamoto Hidetoshi Kageyaroa | 27 novembre 1976  | Un maître chanteur s'implique auprès de la femme sexuellement frustrée d'un procureur. |
| Lady Moonflower aka Flower Of The Night 夕顔夫人 Yugao Fujin                                                                       | Katsuhiko Fujii     | Naomi Tani Erina Miyai Osamu Tsuruoka                   | 8 décembre 1976   | Mmélodrame sadomasochiste. L'action se déroule dans le local d'un maître chanteur dans lequel la directrice d'une école de fleuristes est violée après avoir été enlevée enlevée.                                                                                                  |
| サチコの幸 | Kazunari Takeda     | Miura Rika                                              | 25 décembre 1976  | |
| 嗚呼！！花の応援団 役者やのォー | Chusei Sone         | Junko Miyashita                                         | 25 décembre 1976  | |

## 1977
| Titre | Réalisateur         | Distribution                                      | Parution          | Notes |
| --- | ------------------- | ------------------------------------------------- | ----------------- | --- |
| 1977 |                     |                                                   |                   | |
| Tissue Paper By The Geisha's Pillow 四畳半芸者の枕紙 Yojo-han Geisha No Makuragami                                                                                 | Shōgorō Nishimura   | Junko Miyashita Yukitomo Karano Aoi Nakajima      | 22 janvier 1977   | |
| Rape! 13th Hour レイプ２５時 暴姦 Rape! 25-ji Bokan | Yasuharu Hasebe     | Yuri Yamashina Yudai Ishiyama Akira Takahashi     | 22 janvier 1977   | Le plus extrême des films roses violents. Un succès financier mais la désapprobation des critiques contraint Nikkatsu à suspendre temporairement la production de tels films. Ce genre réapparaîtra avec Zoom Up: Rape Site (1979).                                      |
| Lusty Afternoon 肉欲の昼下り Nikuyoku No Hirusagari | Akira Katō          | Rumi Tama Yu Mizuki Hiroshi Gojo                  | 1er février 1977  | Drame érotique. Un homme dérobe de l'argent et quitte sa femme pour partir vivre avec une stripteaseuse. |
| Painful Bliss! Final Twist aka Erotic Ecstasy: Sexual Sensations aka The Peculiar Triangle 悶絶!! どんでん返し Monzetsu: Donden Gaeshi                             | Tatsumi Kumashiro   | Naomi Tani Osamu Tsuruoka Seiji Endo              | 1er février 1977  | Le scénario était le gagnant d'un concours parrainé par Nikkatsu. |
| おんな㊙発情度 | Isao Hayashi        | Yuko Katagiri                                     | 12 février 1977   | |
| Erotic Diary of An Office Lady aka Office Lady Lusty Journal: "Ah, There's Something Inside Me!" ＯＬ官能日記 あｧ！私の中で OL Kanno Nikki: Ah! Watashi No Naka De | Masaru Konuma       | Asami Ogawa Morihira Murakuni Katsuo Yamada       | 22 février 1977   | Septième et dernier épisode de la série Office Lady Journal. Débuts de l'actrice Asami Ogawa. |
| Beauty's Exotic Dance - Torture! 発禁本「美人乱舞」より 責める！ Hakkinbon Bijin Ranbu Yori: Semeru!                                                               | Noboru Tanaka       | Junko Miyashita Hatsuo Yamaya Maya Kudo           | 23 février 1977   | |
| 女高生トリオ 性感試験 | Nobuaki Shirai      | Kei Ogawa                                         | 23 février 1977   | |
| Koichiro Uno's Yummy and Meaty 宇能鴻一郎のむちむちぷりん Uno Koichiro No Muchimuchi Purin                                                                         | Shin'ichi Shiratori | Yuko Katagiri Nobuji Takeuchi                     | 5 mars 1977       | Deuxième vidéo de la série Koichiro Uno. |
| Rape Frenzy: Five Minutes Before Graduation 卒業五分前 群姦リンチ Sotsugyo 5-fun Mae: Gunkan Lynch                                                                 | Yukihiro Sawada     | Katsuhiro Fukuda Asami Ogawa Toshiko Suemune      | 5 mars 1977       | 'Film d'action rose axé sur la jeunesse. |
| 野球狂の詩 | Akira Katō          | Midori Kinouchi                                   | 19 mars 1977      | |
| 嗚呼！！花の応援団 男涙の親衛隊 Ah!! Hana no Oh-endan: Otoko Namida no Shineitai                                                                                   | Chusei Sone         | Susumu Honma                                      | 19 mars 1977      | |
| The Red Petal Is Wet 赤い花弁が濡れる Akai Kaben Ga Nureru | Shōgorō Nishimura   | Teruho Matsunaga Hitomi Kozue Nagatoshi Sakamoto  | 9 avril 1977      | Un mélodrame relatant les relations entre une stripteaseuse et un drogué. |
| ㊙温泉 岩風呂の情事 | Isao Hayashi        | Naomi Tani                                        | 9 avril 1977      | |
| In The Realm Of Sex 性と愛のコリーダ Seito Ai No Koriida | Masaru Konuma       | Asami Ogawa Natsuko Yashiro Naomi Tani            | 23 avril 1977     | Parodie de la série Office Lady. |
| Dannoura Pillow War 壇の浦夜枕合戦記 Dannoura Yomakura Kassenki | Tatsumi Kumashiro   | Tokuko Watanabe Mono Kazama Junko Miyashita       | 23 avril 1977     | Film tiré d'un roman controversé et longtemps interdit. Basé sur des évènements historiques datant du XIVe siècle. |
| Girl's Pleasure: Man Hunting 横須賀男狩り 少女・悦楽 Yokosuka Otoko-gari: Shoujo Kairaku                                                                           | Toshiya Fujita      | Kaori Ono Jun Nakagawa Akira Takahashi            | 21 mai 1977       | Film sadomasochiste dans lequel un homme est la victime d'une vengeance sadique perpétrée par une femme. |
| Wet And Crying: Based On Aiko Nakayama's School Of Widows 中山あい子「未亡人学校」より 濡れて泣 Nakayama Aiko "Mibojin Gakko" Yori: Nurete Naku                    | Katsuhiko Fujii     | Junko Miyashita Moeko Ezawa Rei Okamoto           | 21 mai 1977       | Un film noir mettant en scène une veuve sexuellement frustrée. |
| Rape Me: Sexual Assault In A Hotel Room ホテル強制わいせつ事件 犯して！ Hotel Kyosei Waisetsu Jiken: Okashite!                                                     | Koretsugu Kurahara  | Erina Miyai Yuri Yamashina Tatsuya Hamaguchi      | 4 juin 1977       | |
| Fairy In A Cage aka Woman In A Cage 檻の中の妖精 Ori No Naka No Yosei                                                                                              | Kōyū Ohara          | Naomi Tani Hirokazu Inoue Rei Okamoto             | 4 juin 1977       | Un film sadomasochiste qui se déroule au cours de la Seconde Guerre mondiale. Une femme de la haute société est torturée par le chef de la police militaire. Ce film est considéré comme étant un des meilleurs dans son genre,.                                         |
| むれむれ女子大生 | Isao Hayashi        | Asami Morikawa                                    | 25 juin 1977      | |
| Showtime 「市井」より 本番 Honban | Shōgorō Nishimura   | Miyako Yamaguchi Junko Miyashita Yukiko Tachibana | 25 juin 1977      | Premier film de Miyako Yamaguchi. Cette histoire de Stripteaseuses n'a qu'un lointain rapport avec la comédie musicale A Chorus Line présentée à Broadway et qui en est à l'origine.                                                                                     |
| Pink Salon: "We're Waiting For You With Tissue Paper" おさわりサロン おしぼりでお待ちします Osawari Salon: Oshibori De Omachishimasu                               | Nobuaki Shirai      | Yu Mizuki Yoshinari Sumimoto Haruka Shima         | 9 juillet 1977    | Une femme travaille dans un salon de massages pour entretenir sa fille. Une bonne critique. Filmé en extérieur. |
| Female Delinquent: A Docu-Drama 実録不良少女 姦 Jitsuroku Furyo Shoujo: Kan                                                                                        | Toshiya Fujita      | Tayori Hinatsu Yuya Uchida Ittoku Kishibe         | 9 juillet 1977    | Tiré de l'histoire autobiographique de Mako Minato, une délinquante. |
| Apartment Wife: Rainy Day Affair 団地妻 雨やどりの情事 - Danchizuma Amayadori No Joji                                                                              | Shōgorō Nishimura   | Junko Miyashita Yu Mizuki                         | 23 juillet 1977   | Dixseptième vidéo de la série Apartment Wife. La grande vedette Junko Miyashita réapparaît dans la série. |
| Nasty Diver 夜這い海女 Yobai Ama | Atsushi Fujiura     | Aoi Nakajima Naomi Oka                            | 23 juillet 1977   | Amusements sur la plage et nudités subaquatiques. D'après le très apprécié film Female Diver's Secret Report: Ecstasy (1975). Une suite Nasty Diver a été tournée. Cette dernière est suivie du film Nasty Diver 2: Lusty Diver: T-Back Festival (1981 au cinéma\|1981). |
| Koichiro Uno's Up And Down 宇能鴻一郎の上と下 Uno Koichiro No Ue To Shita                                                                                          | Shin'ichi Shiratori | Yuko Katagiri Jun Nakagawa                        | 6 août 1977       | Troisième film de la série Koichiro Uno. |
| Female Convict 101: Suck 女囚101 しゃぶる Joshuu 101: Shaburu | Kōyū Ohara          | Naomi Tani Tokuko Watanabe Michio Murakami        | 6 août 1977       | |
| Lady Chatterley In Tokyo 東京チャタレー夫人 Tokyo Chatterly Fujin                                                                                                  | Katsuhiko Fujii     | Izumi Shima Hiromitsu Maya Kenji Shiitani         | 20 août 1977      | Film n'ayant qu'un rapport lointain avec le roman de D. H. Lawrence. N'a pas eu le succès escompté auprès des spectateurs de films Roman Porno mais apprécié de la population féminine.                                                                                  |
| 夢野久作の少女地獄 | Masaru Konuma       | Asami Ogawa                                       | 20 août 1977      | |
| 先生のつうしんぼ | Kazunari Takeda     | Atsushi Watanabe                                  | 25 août 1977      | |
| Being Assaulted 襲られる Yarareru | Akira Katō          | Erina Miyai Hiroshi Gojo Seiji Endo               | 3 septembre 1977  | Au cours de sa lune de miel, une femme rencontre l'homme qui l'a violée lorsqu'elle était jeune fille et se venge. |
| College Girl: One Summer Experience 女子大生 ひと夏の経験 Joshidaisei: Hitonatsu No Taiken                                                                         | Yukihiko Kondo      | Natsuko Yashiro Rei Okamoto Jun Aki               | 3 septembre 1977  | Un film sombre. Les jeunes filles d'un collège mixte sont les protagonistes d'une affaire de mœurs avec une femme plus âgée et un élève. |
| 若妻日記 悶える | Isao Hayashi        | Yoko Azusa                                        | 17 septembre 1977 | |
| 新宿乱れ街 いくまで待って Shinjuku Midaregai: Ikumade Matte | Chusei Sone         | Miyako Yamaguchi                                  | 17 septembre 1977 | |
| Chasseur de vierges エロス学園 感度ばつぐん Eros Gakuen: Kando Batsugun                                                                                            | Koretsugu Kurahara  | Asami Ogawa Asami Morikawa Mami Yuki              | 1er octobre 1977  | Une lycéenne est physiquement attirée par un jeune délinquant. |
| Fascination: Portrait Of A Lady 幻想夫人絵図 Genso Fujin Ezu | Kōyū Ohara          | Naomi Tani Yuko Asuka Minoru Ohkochi              | 1er octobre 1977  | Ohara tourne dans le style du réalisateur Seijun Suzuki son premier véritable film sadomasochiste tiré d'un roman d'Oniroku Dan,. |
| Secret Honeymoon: Rape Train ㊙ハネムーン 暴行列車 Maruhi Honeymoon: Boko Ressha                                                                                   | Yasuharu Hasebe     | Toshi Kato Noriaki Abe Natsuko Yashiro            | 15 octobre 1977   | En dépit du titre, le réalisateur Hasebe tente de faire un film rose après son film extrême Rape! 13th Hour (1977),. |
| 昼下りの情事 すすり泣き | Shin'ichi Shiratori | Junko Miyashita                                   | 15 octobre 1977   | |
| Female Teacher 女教師 Onna Kyoshi | Noboru Tanaka       | Eiko Nagashima Yasuo Furoya                       | 29 octobre 1977   | Premier des 8 films controversés de la série Female Teacher et d'après Female Teacher: Private Life et Female Teacher: Sweet Life (both 1973). |
| Devil In The Flesh 肉体の悪魔 Nikutai No Akuma | Shōgorō Nishimura   | Yuki Nohira Yukio Ito Yu Mizuki                   | 29 octobre 1977   | Un rapport lointain avec le roman de Raymond Radiguet, Le Diable Au Corps. |
| 女子大生 ㊙ＳＥＸ診断 | Katsuhiko Fujii     | Kei Ogawa                                         | 26 novembre 1977  | |
| Apartment Wife: Violated Skin 団地妻 犯された肌 - Danchizuma Okasareta Hada                                                                                        | Nobuaki Shirai      | Erina Miyai Hideaki Ezumi                         | 26 novembre 1977  | Dix-huitième volume de la série Apartment Wife |
| 団鬼六「黒い鬼火」より 貴婦人縛り壺 | Masaru Konuma       | Naomi Tani                                        | 10 décembre 1977  | |
| Sixteen Years Old: Nymphets' Room 16歳・妖精の部屋 16-sai: Yosei No Heya                                                                                           | Akira Katō          | Shiori Hayase Ryohei Uchida Erina Miyai           | 24 décembre 1977  | L'action se déroule à Tokyo où une villageoise rend visite à sa mère divorcée. |
| Gate Of Flesh 肉体の門 Nikutai No Mon | Shōgorō Nishimura   | Reiko Kayama Tokuko Watanabe Miyako Yamaguch      | 24 décembre 1977  | Quatrième film tourné à partir du roman de Taijiro Tamura. Comparable au film Gate of Flesh (1964) du réalisateur Seijun Suzuki. |

## 1978
| Titre | Réalisateur         | Distribution                                         | Parution          | Notes |
| --- | ------------------- | ---------------------------------------------------- | ----------------- | --- |
| 1978 |                     |                                                      |                   | |
| 宇能鴻一郎のあげちゃいたいの                                                                                          | Isao Hayashi        | Natsuko Yashiro                                      | 7 janvier 1978    | Quatrième film de la série Koichiro Uno. |
| Sister Lucia's Dishonor 修道女ルシア 辱＜けが＞す Shudojo Lucia: Kegasu                                               | Kōyū Ohara          | Yuki Nohira Rumi Tama Tamaki Katsura                 | 7 janvier 1978    | Un film pop art basé sur la Nonnesploitation et impliquant saphisme et tortures dans un couvent). |
| Tenement Apartment: Obscene Affair 四畳半・猥褻な情事 Yo-jo-han: Wasenna Joji                                         | Katsuhiko Fujii     | Izumi Shima Junko Miyashita Tatsuya Hamaguchi        | 21 janvier 1978   | Une femme sexuellement frustrée prend part à un club animé par des danseurs de swing. Un film indépendant de la trilogie Housewife's Experience (1975-1976).                                                     |
| I Want to be Raped 私は犯されたい                                                                                     | Shin'ichi Shiratori | 幸早苗                                               | 21 janvier 1978   | Une histoire compliquée impliquant de multiples viols et gang-bangs. |
| Sex Horoscope: Love Tasting 性愛占星術 ＳＥＸ味くらべ Seiai Senseijutsu: Sex Ajikurabe                                | Chusei Sone         | Junichiro Yamashita Kenji Shiitani Nobutaka Masutomi | 4 février 1978    | Une comédie légère. Trois réalisateurs de films roses essaient de trouver une actrice encore peu connue dans un festival du film pornographique,.                                                                |
| Attacked 襲う！！ Osou!                                                                                               | Yasuharu Hasebe     | Asami Ogawa Yoko Azusa Hide Shirai                   | 4 février 1978    | Une policière se lance à la recherche de celui qui l'a violée avec, pour résultat, d'être à nouveau violée. Un film apprécié mais mis à l'index en raison de sa fin qui ne révèle pas l'identité de l'agresseur. |
| Call Girl: Lust Cage ザ・コールガール 情痴の檻 The Call Girl: Jochi No Ori                                            | Isao Hayashi        | Teruho Matsunaga Yoko Azusa Asami Morikawa           | 18 février 1978   | Melodrame. Une femme mariée, ancienne prostituée, sexuellement frustrée, a une liaison avec un ancien client. |
| ２０歳の性白書 のけぞる                                                                                               | Koretsugu Kurahara  | Erina Miyai                                          | 18 février 1978   | |
| Wandering Lovers: Dizziness さすらいの恋人 眩暈 めまい Sasurai No Koibito: Memai                                      | Masaru Konuma       | Toshiyuki Kitami Kei Ogawa Akira Takahashi           | 4 mars 1978       | Un film sans succès du réalisateur Konuma. Un couple vit ses propres expériences par exhibitions sexuelles interposées.                                                                                          |
| Junko's Bliss 順子わななく Junko Wananaku                                                                             | Kazunari Takeda     | Junko Miyashita Taiji Tonoyama Moeko Ezawa           | 4 mars 1978       | La vie sexuelle d'une femme célibataire. |
| 危険な関係 | Toshiya Fujita      | Masayo Utsunomiya                                    | 18 mars 1978      | |
| Teacher Deer 教師 女鹿 Kyoshi Mejika                                                                                  | Chusei Sone         | Hitomi Sakae Kunio Ohtsuka Hitoshi Takagi            | 18 mars 1978      | Film sadomasochiste d'une enseignante de lycée qui venge son père. |
| Lady Black Rose 黒薔薇夫人 Kurobara Fujin                                                                             | Shōgorō Nishimura   | Naomi Tani Haruka Tajima Keijiro Shiga               | 1er avril 1978    | Premier film sadomasochiste du réalisateur Nishimura duquel deux scènes célèbres sont fréquemment choisies en tant que représentatives du genre.                                                                 |
| 出張トルコ また行きます                                                                                               | Atsushi Fujiura     | Natsuko Yashiro                                      | 1er avril 1978    | |
| Attack! 襲え！ Osoe!                                                                                                  | Yukihiro Sawada     | Erina Miyai Makoto Fuji Norifumi Hori                | 15 avril 1978     | |
| Apartment Wife: Night By Ourselves 団地妻 二人だけの夜 - Danchizuma Futari Dake No Yoru                               | Isao Hayashi        | Rumi Tama Izumi Shima                                | 15 avril 1978     | Dixneuvième publication de la série Apartment Wife. |
| Friday Bedroom 金曜日の寝室 Kinyo-bi No Shinshitsu                                                                    | Masaru Konuma       | Reiko Kayama Yuki Nohira Hiroshi Unayama             | 29 avril 1978     | |
| Pink Tush Girl 桃尻娘 ピンク・ヒップ・ガール Momojiri Musume: Pink Hip Girl                                           | Kōyū Ohara          | Kahori Takeda Ako Jun Takahashi                      | 29 avril 1978     | Premier film de la trilogie Pink Tush Girl par le réalisateur Ohara. |
| ㊙肉体調教師 | Nobuaki Shirai      | Rina Nagisa                                          | 20 mai 1978       | |
| 果てしなき絶頂 | Akira Katō          | Kyoko Aoyama                                         | 20 mai 1978       | |
| From Orion's Testimony: Formula For Murder オリオンの殺意より 情事の方程式 Orion No Satsui Yori: Jouji No Houteishiki | Kichitarō Negishi   | Shogo Kano Miyako Yamaguchi Mutsuhiro Toura          | 3 juin 1978       | |
| 若妻が濡れるとき | Katsuhiko Fujii     | Izumi Shima                                          | 3 juin 1978       | |
| Extracurricular Activities: Almost Ripe 課外授業 熟れはじめ Kagaikyoju: Urehajime                                     | Shin'ichi Shiratori | Machiko Ohtani Katsidiisa Shinoda Haruka Tajima      | 24 juin 1978      | |
| Rope Hell 縄地獄 Nawa Jigoku                                                                                          | Kōyū Ohara          | Naomi Tani Nami Aoki Hirokazu Inoue                  | 24 juin 1978      | Un film sadomasochiste avec l'actrice Naomi Tan dans le rôle principal. Tani tient le rôle d'une yakuza enlevée et torturée par une bande rivale à laquelle appartient son ancien amant.                         |
| Erotic Liaisons エロチックな関係 Erotic na Kankei                                                                     | Yasuharu Hasebe     | Yuya Uchida Reiko Kayama Hitomi Maki                 | 8 juillet 1978    | |
| Rape And Death Of A Housewife 人妻集団暴行致死事件 Hitozuma Shudan Boko Chishi Jiken                                  | Noboru Tanaka       | Hideo Murota Noriko Kurosawa Akira Sakai             | 8 juillet 1978    | |
| 淫絶海女 うずく | Isao Hayashi        | Natsuko Yashiro                                      | 22 juillet 1978   | |
| Angel Guts: High School Coed 女高生 天使のはらわた Jokousei Tenshi No Harawata                                        | Chusei Sone         | Machiko Ohtani Sansho Fukami Megu Kawashima          | 22 juillet 1978   | Premier de la série des neuf films Angel Guts' Inspirés d'un manga par Takashi Ishii. |
| ひと夏の関係 | Akira Katō          | Minako Mizushima                                     | 5 août 1978       | |
| 宇能鴻一郎の看護婦寮                                                                                                  | Shōgorō Nishimura   | Etsuko Hara                                          | 5 août 1978       | Cinquième épisode de la série Koichiro Uno. |
| Young Beast: Secret Pleasures 青い獣 ひそかな愉しみ Aoi Kemono: Hisokana Tanoshimi                                    | Kazunari Takeda     | Shogo Kano Noboru Mitani Minako Mizushima            | 9 septembre 1978  | |
| Skin Of Roses 団鬼六 薔薇の肉体 Dan Oniroku Bara No Nikutai                                                           | Katsuhiko Fujii     | Naomi Tani Yoshio Hidaka Ako                         | 9 septembre 1978  | |
| Sometimes… Like A Prostitute 時には娼婦のように Toki Niwa Shofu No Yoni                                               | Masaru Konuma       | Rei Nakanishi Eri Kanuma Erina Miyai                 | 23 septembre 1978 | |
| Bone Of A Butterfly: Hunter With White Skin 白い肌の狩人 蝶の骨 Shiroi Hada No Karyudo: Cho No Hone                   | Shōgorō Nishimura   | Yuki Nobira Miyako Yamaguchi Jun Nakahara            | 23 septembre 1978 | |
| Female Prison おんな刑務所 Onna Keimusho                                                                              | Nobuaki Shirai      | Erina Miyai Natsuko Yashiro Toru Ibuki               | 7 octobre 1978    | |
| High School Emanuelle: Wet Saturday 高校エマニエル 濡れた土曜日 Koko Emanuelle: Nureta Doyobi                         | Nobuyuki Saito      | Minako Mizushima Machiko Ohtani Yuko Asuka           | 7 octobre 1978    | Premier film du réalisateur Nobuyuki Saito. |
| 女教師 秘密 | Shin'ichi Shiratori | Miyako Yamaguchi                                     | 21 octobre 1978   | |
| 泉大八の犯しっこ | Katsuhiko Fujii     | Izumi Shima Yuko Katagiri                            | 21 octobre 1978   | |
| 走れトマト－にっぽん横断三３００キロ                                                                                  | Koji Okamoto        | Hidekazu Inagaki                                     | 1er novembre 1978 | |
| ハワイアンラブ 危険なハネムーン                                                                                       | Isao Hayashi        | Reiko Kayama                                         | 3 novembre 1978   | |
| Pink Salon: Five Lewd Women ピンクサロン 好色五人女 Pink Salon: Koshoku Gonin Onna                                    | Noboru Tanaka       | Erina Miyai Kyoko Aoyama Miyako Yamaguchi            | 3 novembre 1978   | |
| Bathhouse 911: Jellyfish Bliss トルコ110番 悶絶くらげ Toruko 110-ban: Monzetsu Kurage                                 | Yukihiko Kondo      | Etsuko Hara Koichi Hoshino Yuko Katagiri             | 18 novembre 1978  | |
| Raping! 暴る！ Yaru!                                                                                                  | Yasuharu Hasebe     | Natsuko Yashiro Kenji Shiitani Kyoko Aizome          | 18 novembre 1978  | |
| Rope Cosmetology 団鬼六 縄化粧 Dan Oniroku Nawagesho                                                                  | Shōgorō Nishimura   | Naomi Tani Aoi Nakajima Katsu Yamada                 | 2 décembre 1978   | |
| Woman's Bedroom: Lusty Competition おんなの寝室 好きくらべ Onna No Shinshitsu: Sukikurabe                             | Shin'ichi Shiratori | Junko Miyashita Naomi Tani Etsuko Hara               | 23 décembre 1978  | |
| Invisible Man: Rape! 透明人間 犯せ！ Tomei Ningen: Okase!                                                             | Isao Hayashi        | Izumi Shima Erina Miyai Maria Mari                   | 23 décembre 1978  | |

## 1979
| Titre | Réalisateur         | Distribution                                      | Parution          | Notes |
| --- | ------------------- | ------------------------------------------------- | ----------------- | --- |
| 1979 |                     |                                                   |                   | |
| Koichiro Uno's Wet And Open 宇能鴻一郎の濡れて開く Uno Koichiro No Nurete Hiraku                               | Shōgorō Nishimura   | Natsuko Yashiro Shinobu Takeuchi Yukiko Tachibana | 6 janvier 1979    | Sixième dans la série Koichiro Uno. |
| Angel Guts: Red Classroom 天使のはらわた 赤い教室 Tenshi No Harawata Akai Kyoshitsu                            | Chusei Sone         | Yuuki Mizuhara Keizo Kanie Jun Aki                | 6 janvier 1979    | Second film de la série Angel Guts. |
| 修道女 濡れ縄ざんげ                                                                                            | Kōyū Ohara          | Yuki Nohira                                       | 20 janvier 1979   | |
| High School Girl 女生徒 Joseito                                                                                | Kichitarō Negishi   | Machiko Ohtani Yoko Kurita Yususuke Koike         | 20 janvier 1979   | |
| Rape Climax: Skinning クライマックスレイプ 剥ぐ！ Climax Rape: Hagu                                            | Katsuhiko Fujii     | Minako Mizushima Akira Sakai Megu Kawashima       | 3 février 1979    | |
| 好色美容師 肉体の報酬                                                                                          | Atsushi Fujiura     | Toshiyuki Kitami Asami Ogawa                      | 3 février 1979    | |
| 川上宗薫・原作 白いふくらみ                                                                                    | Nobuaki Shirai      | Jun'ichiro Yamashita Izumi Shima                  | 17 février 1979   | |
| Woman with Red Hair 赫い髪の女 Akai Kami No Onna                                                               | Tatsumi Kumashiro   | Junko Miyashita Renji Ishibashi Ako               | 17 février 1979   | Considéré comme l'un des meilleurs Roman Porno. Il a été couronné du titre de 4e meilleur film de l'année par Kinema Jumpo. Junko Miyashita est récompensée du prix de la meilleure actrice. |
| Koichiro Uno's Nurses' Journal 宇能鴻一郎の看護婦寮日記 Uno Koichiro No Kangofu-ryo Nikki                      | Shin'ichi Shiratori | Minako Mizushima Yuko Katagiri Nagatoshi Sakamoto | 3 mars 1979       | Septième volume de la série Koichiro Uno. |
| Female Teacher: Dirty Rumor 女教師 汚れた噂 Onna Kyoshi: Yogoreta Uwasa                                        | Akira Katō          | Erina Miyai Yudo Yoshikawa                        | 3 mars 1979       | Second volet de la série Female Teacher. |
| Forbidden Ordeal 禁じられた体験 Kinjirareta Taiken                                                             | Shōgorō Nishimura   | Akiko Hyuga Junko Miyashita Kiyoyasu Adachi       | 17 mars 1979      | Téléroman impliquant des désirs incestueux et des avortements. |
| Flesh Target: Rape! 肉の標的 奪う！！ Niku No Hyoteki: Ubau                                                    | Yukihiro Sawada     | Eri Kanuma Izumi Shima                            | 17 mars 1979      | |
| College Girls On Friday 泉大八の女子大生の金曜日 Izumi Daihachi No Joshidaisei No Kinyobi                      | Masaru Konuma       | Minako Mizushima Yumi Fukazawa Megu Kawashima     | 31 mars 1979      | |
| Woman Of The Afternoon: Incite! 昼下りの女 挑発！！ Hirusagari No Onna: Chohatsu!!                             | Nobuyuki Saito      | Natsuko Yashiro Yumi Fukazawa Akiko Hyuga         | 14 avril 1979     | Film noir avec des touches comiques. Tortures. Film dans le genre ero guro. |
| Yummy In Neon Town: "I Am Ready To Be Eaten" むちむちネオン街 私たべごろ Muchimuchi Neon-gai: Watashi Tabegoro | Yoshihisa Nakagawa  | Miyako Yamaguchi Nami Misaki Yutaka Hayashi       | 14 avril 1979     | |
| Pink Tush Girl: Love Attack 桃尻娘 ラブアタック Momojiri Musume: Rabu Atakku                                   | Kōyū Ohara          | Kahori Takeda Ako Yoko Kurita                     | 28 avril 1979     | Second film de la trilogie Pink Tush Girl du réalisateur Ohara. |
| So Soft, So Cunning もっとしなやかに もっとしたたかに Motto Shinayaka Ni Motto Shitataka Ni                    | Toshiya Fujita      | Aiko Morishita Junko Takazawa Eiji Okuda          | 28 avril 1979     | Renferme les premières scènes de nudisme de l'actrice réputée Aiko Morishita. Est à l'origine de la phrase kutabare nyu famiri (famille de l'ère spatiale).                                  |
| High School Erotopia: Red Uniforms 高校エロトピア 赤い制服 Koko Erotopia: Akai Seifuku                         | Shin'ichi Shiratori | Jun Takahashi Kanji Kume Hiroshi Fujino           | 19 mai 1979       | |
| 凌辱 こます | Nobuaki Shirai      | Erina Miyai                                       | 19 mai 1979       | |
| Marital War In Kibogaoka 希望ケ丘夫婦戦争 Kibogaoka Fufu Senso                                                 | Shōgorō Nishimura   | Yuko Katagiri Miyako Yamaguchi Jun Hongo          | 2 juin 1979       | |
| Three Juicy Sisters: Casual Sex 色情三姉妹 ひざくずし Shikijo Sanshimai: Hizakuzushi                           | Nobuaki Shirai      | Izumi Shima Akiko Hyuga Yumi Fukazawa             | 2 juin 1979       | |
| Momoe's Lips: Rape Shot レイプショット 百恵の唇 Rape Shot: Momoe No Kuchibiru                                  | Katsuhiko Fujii     | Minako Mizushima Yuko Asuka Miyako Yamaguchi      | 23 juin 1979      | |
| Apartment Wife: Target Bedroom 団地妻 狙われた寝室 - Danchizuma Nerawareta Shinshitsu                          | Isao Hayashi        | Erina Miyai Megu Kawashima                        | 23 juin 1979      | Vingtième film de la série Apartment Wife. |
| Angel Guts: Nami 天使のはらわた 名美 Tenshi No Harawata: Nami                                                  | Noboru Tanaka       | Eri Kanuma Takeo Chii Minako Minushima            | 7 juillet 1979    | Troisième film de la série Angel Guts. |
| White & Wet Summer 白く濡れた夏 Shiroku Nureta Natsu                                                           | Akira Katō          | Shino Ikenami Akio Hasegawa Koji Nanjo            | 7 juillet 1979    | |
| Rope And Skin 団鬼六 縄と肌 Dan Oniroku Nawa To Hada                                                           | Shōgorō Nishimura   | Naomi Tani Yuri Yamashina Shohei Yamamoto         | 21 juillet 1979   | |
| 潮吹き海女 | Shin'ichi Shiratori | Akiko Hyuga                                       | 21 juillet 1979   | |
| Koichiro Uno's Female Gymnastic Teacher 宇能鴻一郎の女体育教師 Uno Koichiro No Onna Taiiku Kyoshi              | Kōyū Ohara          | Eri Kanuma Erina Miyai                            | 4 août 1979       | Huitième volume de la série Koichiro Uno. |
| Secret Of One Summer ひと夏の秘密 Hitonatsu No Himitsu                                                         | Kazunari Takeda     | Etsuko Hara Tokuko Watanabe Hideaki Ezumi         | 4 août 1979       | |
| スーパーＧＵＮレディ ワニ分署                                                                                  | Chusei Sone         | Emii Yokoyama                                     | 18 août 1979      | |
| 十八歳、海へ                                                                                                   | Toshiya Fujita      | Aiko Morishita                                    | 18 août 1979      | |
| Zoom Up: Rape Site ズームアップ 暴行現場 Zoom Up: Boko Genba                                                   | Kōyū Ohara          | Erina Miyai Yuki Yoshizawa Kenji Shimizu          | 8 septembre 1979  | Premier de la série des sept films Zoom Up. Un retour au film rose ultra violent et misogyne qui a été raccourci après Rape! 13th Hour (1977).                                               |
| 看護婦日記 いたずらな指                                                                                        | Shin'ichi Shiratori | Asami Ogawa                                       | 8 septembre 1979  | |
| レイプハリケーン 裂く！！                                                                                      | Nobuaki Shirai      | Yukie Ishii 高橋麗美                              | 22 septembre 1979 | |
| Wet Weekend 濡れた週末 Nureta Shumatsu                                                                         | Kichitarō Negishi   | Junko Miyashita Aoi Nakajima Ako                  | 22 septembre 1979 | |
| Mr Dilemma Man (Dilemman): Lunatic For Lust Ｍｒ．ジレンマン 色情狂い Mr Dilemman: Shikijo-gurui               | Masaru Konuma       | Akira Emoto Yukiko Tachibana Yuka Asagiri         | 6 octobre 1979    | |
| Bridal Doll 団鬼六 花嫁人形 Dan Oniroku Hanayome Ningyo                                                        | Katsuhiko Fujii     | Asako Kurayoshi Izumi Shima Hiroshi Unayama       | 6 octobre 1979    | |
| Star Of David: Beauty Hunting 堕靡泥の星 美少女狩り Dabide No Hoshi: Bishoujoj-gari                            | Norifumi Suzuki     | Natsuko Yashiro Asami Ogawa Bunta Sugawara        | 27 octobre 1979   | |
| Tokyo Eros: 1001 Nights 東京エロス千夜一夜 Tokyo Eros Senya Ichiya                                             | Shōgorō Nishimura   | Izumi Shima Erina Miyai Hosei Komatsu             | 27 octobre 1979   | |
| エロス学園 発情時代                                                                                            | Isao Hayashi        | 田辺治郎 Eri Kanuma                               | 10 novembre 1979  | |
| Koichiro Uno's Moist And Steamy 宇能鴻一郎のあつく湿って Uno Koichiro No Atsuku Shimette                       | Akira Katō          | Minako Mizushima Kiyonari Tayama Hiroshi Ichimura | 10 novembre 1979  | Neuvième production de la série Koichiro Uno. |
| ホールインラブ 草むらの欲情                                                                                    | Isao Hayashi        | Miyako Yamaguchi                                  | 23 novembre 1979  | |
| Apartment Wife: Lust for an Orgasm 団地妻 肉欲の陶酔 - Danchizuma Nikuyoku No Tousui                           | Hidehiro Ito        | Eri Kanuma Masato Furoya                          | 23 novembre 1979  | Vingt et unième et dernier épisode de la série Apartment Wife |
| 快楽昇天風呂                                                                                                   | Atsushi Fujiura     | 林ゆたか                                          | 8 décembre 1979   | |
| Target Of Lust 愛欲の標的 Aiyoku No Hyoteki                                                                    | Noboru Tanaka       | Erina Miyai Minako Mizushima Shin Nakamaru        | 22 décembre 1979  | |
| Lady Momoko's Adventure 桃子夫人の冒険 Momoko Fujin No Boken                                                   | Kōyū Ohara          | Akiko Hyuga Aki Togo Masahiro Yoshiwara           | 22 décembre 1979  | |

## 1980
| Titre | Réalisateur                 | Distribution                                    | Parution          | Notes |
| --- | --------------------------- | ----------------------------------------------- | ----------------- | --- |
| 1980 |                             |                                                 |                   | |
| Koichiro Uno's Wet and Purring 宇能鴻一郎の濡れて悶える Uno Koichiro No Nurete Modaeru                                              | Shōgorō Nishimura           | Etsuko Hara Maria Mari Izumi Shima              | 5 janvier 1980    | Dixième film de la série Koichiro Uno. |
| Red Violation 赤い暴行 Akai Boko | Chusei Sone                 | Megumi Saki Fujio Takahashi Yuri Yamashina      | 5 janvier 1980    | Une chanteuse réputée de Rock a des rapports sexuels avec un de ses admirateurs encore puceau. Des relations inattendues se développent entre eux. Considéré comme un des meilleurs film rose. |
| 修道女 黒衣の中のうずき | Nobuaki Shirai              | Eri Kanuma                                      | 19 janvier 1980   | |
| 女高生 危険なめばえ | Shin'ichi Shiratori         | Akemi Morimura                                  | 19 janvier 1980   | |
| Rape Hunter: Target Woman レイプハンター 狙われた女 Rape Hunter: Nerawareta Onna                                                    | Yukihiro Sawada             | Hiromi Okamoto Tokuko Watanabe Mirai Kiuri      | 2 février 1980    | |
| Showa Erotica: Noble Lady Of Roses 昭和エロチカ 薔薇の貴婦人 Showa Erotica: Bara No Kifujin                                         | Katsuhiko Fujii             | Erina Miyai Yuko Asuka Junko Mabuki             | 2 février 1980    | |
| 背徳夫人の欲望 | Isao Hayashi                | Izumi Shima                                     | 16 février 1980   | |
| Rape Ceremony 暴行儀式 Boko Gishiki                                                                                                 | Kichitarō Negishi           | Megumi Saki Minako Mizushima Yoshiharu Yamazaki | 16 février 1980   | |
| Image Of A Bound Girl 団鬼六 少女縛り絵図 Dan Oniroku Shoujo Shibari Ezu                                                            | Masaru Konuma               | Kumiko Hayano Hide Ezumi Yuko Asuka             | 1er mars 1980     | |
| Sukeban Mafia スケバンマフィア 肉刑 リンチ Sukeban Mafia                                                                            | Toshiharu Ikeda             | Asako Kurayoshi Yuko Ohsaki Tokuko Watanabe     | 1er mars 1980     | |
| Zoom In: Rape Apartments ズームイン 暴行団地 Zoom In: Boko Danchi                                                                   | Naosuke Kurosawa            | Erina Miyai Yuko Ohsaki Keijiro Shiga           | 15 mars 1980      | Seconde parution de la série Zoom Up series. Une suite de Zoom Up: Rape Site (1979). |
| Koichiro Uno's Hotel Maid Diary 宇能鴻一郎のホテルメイド日記 Uno Koichiro no Hotel Maid Nikki                                       | Shin'ichi Shiratori         |                                                 | 15 mars 1980      | Onzième volume de la série Koichiro Uno. |
| 少女娼婦 けものみち | Tatsumi Kumashiro           | Ayako Yoshimura                                 | 29 mars 1980      | |
| 新入社員 ㊙ＯＬ大奥物語 | Nobuaki Shirai              | Akiko Hyuga                                     | 29 mars 1980      | |
| Woman's Trail: Wet Path おんなの細道 濡れた海峡 Onna No Hosomichi: Nureta Kaikyo                                                    | Kazunari Takeda             | Natsuko Kiriya Miyako Yamaguchi Kan Mikami      | 12 avril 1980     | |
| Confessions Of A College Girl: Red Temptation 女子大生の告白 赤い誘惑者 Joshidaisei No Kokuhaku: Akai Yuwaku                        | Akira Katō                  | Ryoko Kinoyama Tomoka Asagiri Miyako Yamaguchi  | 12 avril 1980     | |
| Juvenile Wife おさな妻 Osana-zuma                                                                                                   | Shin'ichi Shiratori         | Etsuko Hara Nami Misaki Shingo Yamamoto         | 26 avril 1980     | |
| Pink Tush Girl: Proposal Strategy 桃尻娘 プロポーズ大作戦 Momojiri Musume: Puropozu Daisakusen                                      | Kōyū Ohara                  | Kahori Takeda Ako Jun Takahashi Eiko Nagashima  | 26 avril 1980     | Dernier film de la trilogie Pink Tush Girl réalisée par Ohara. |
| White Uniform In Rope Hell 団鬼六 白衣縄地獄 Dan Oniroku Hakui Nawa Jigoku                                                          | Shōgorō Nishimura           | Junko Mabuki Yutaka Hayashi Yukiko Tachibana    | 17 mai 1980       | |
| Uptown Lady: Days Of Eros 山の手夫人 性愛の日々 Yamanote Fujin: Seiai No Hibi                                                       | Masaru Konuma               | Izumi Shima Ryuichi Nagashima Yoichiro Sanada   | 31 mai 1980       | |
| 女子大生 快楽あやめ寮 | Katsuhiko Fujii             | Eri Anzai                                       | 31 mai 1980       | |
| 若妻官能クラブ 絶頂遊戯 | Hidehiro Ito                | Akiko Hyuga                                     | 21 juin 1980      | |
| "Never In The Morning!" 朝はダメよ！ Asa Wa Dameyo!                                                                                 | Kichitarō Negishi           | Eri Kanuma Kazuyo Ezaki Yuko Ohsaki             | 21 juin 1980      | |
| 若後家海女 うずく | Atsushi Fujiura             | Erina Miyai                                     | 5 juillet 1980    | |
| High School Girl: Open Lips In Summer 女高生 夏ひらく唇 Jokosei: Natsu Hiraku Kuchibiru                                             | Akira Katō                  | Ayako Ohta Nami Misaki Hiroshi Fukami           | 5 juillet 1980    | |
| Koichiro Uno's Shell Competition 宇能鴻一郎の貝くらべ Uno Koichiro No Kaikurabe                                                     | Shin'ichi Shiratori         | Erina Miyai Mayumi Terashima                    | 19 juillet 1980   | Douzième production de la série Koichiro Uno. |
| Secret of Newlywed Wife 単身赴任 新妻の秘密 Tanshin Funin: Niizuma no Himitsu                                                       | Shōgorō Nishimura           | Maiko Kazama                                    | 19 juillet 1980   | |
| Nurses' Journal: Nasty File 看護婦日記 わいせつなカルテ Kangofu Nikki: Waisetsu Na Karute                                           | Shōgorō Nishimura           | Etsuko Hara Eri Kanuma                          | 2 août 1980       | |
| 赤い通り雨 | Kōyū Ohara                  | Yuki Kazamatsuri                                | 2 août 1980       | |
| 元祖大四畳半大物語 | Chusei Sone/Reiji Matsumoto | Hiroko Shino                                    | 16 août 1980      | |
| 鉄騎兵、跳んだ | Keiichi Ozawa               | Miyuki Kumagai                                  | 16 août 1980      | |
| Sukeban Mafia: Dirty Insult スケバンマフィア 恥辱 Sukeban Mafia: Chijoku                                                            | Nobuyuki Saito              | Asako Kurayoshi Yukiko Mizuki Noriaki Abe       | 6 septembre 1980  | |
| 愛の白昼夢 | Kōyū Ohara                  | Yoko Hatanaka                                   | 6 septembre 1980  | |
| Woman Who Cries 泣く女 Naku Onna | Shōgorō Nishimura           | Maiko Kazama Asami Ogawa Osamu Tsuruoka         | 20 septembre 1980 | Premier des quatre films de la série The Woman Who… ayant tous pour actrice principale Maiko Kazama.                                                                                           |
| Blazing Bondage Lady aka Madam Rope Flame 団鬼六 縄炎夫人 Dan Oniroku Joen Fujin                                                    | Katsuhiko Fujii             | Junko Mabuki Izumi Shima Tomoka Asagiri         | 20 septembre 1980 | |
| Hard Scandal : Les Naufragés du sexe ハードスキャンダル 性の漂流者 Hard Scandal: Sei No Hyoryu-sha                                  | Noboru Tanaka               | Ako Rie Kitahara Yudo Yoshikawa                 | 4 octobre 1980    | |
| Koichiro Uno's Adultery Diary' 宇能鴻一郎の浮気日記 Uno Koichiro No Uwaki Nikki                                                     | Nobuaki Shirai              | Eri Kanuma Akio Kaneda                          | 4 octobre 1980    | Treizième volume de la série Koichiro Uno. |
| Sex Hunter セックスハンター 性狩人 Sex Hunter                                                                                       | Toshiharu Ikeda             | Erina Miyai Ayako Ohta Nobuyuki Inoue           | 22 octobre 1980   | Film controversé tiré d'un manga pornographique de Dirty Matsumoto. |
| Wife's Sexual Fantasy: Before Husband's Eyes 妻たちの性体験 夫の眼の前で、今・・・ Tsumatachi No Seitaiken: Otto No Me No Maede Ima | Masaru Konuma               | Yuki Kazamatsuri Hiroshi Unayama Rika Takahara  | 22 octobre 1980   | |
| Climax! Raped Bride クライマックス 犯される花嫁 Climax! Okasareru Hanayome                                                          | Shin'ichi Shiratori         | Etsuko Hara Mayumi Terashima Daiki Kato         | 7 novembre 1980   | |
| Woman Who Arches Her Back のけぞる女 Nokezoru Onna                                                                                  | Akira Katō                  | Maiko Kazama Yudo Yoshikawa Yumi Hayakawa       | 21 novembre 1980  | Second des 4 films The Woman Who…. |
| Pleasure Campus: Secret Games 快楽学園 禁じられた遊び Kairaku Gakuen: Kinjirareta Asobi                                             | Tatsumi Kumashiro           | Ayako Ohta Rie Kitahara Junko Miyashita         | 21 novembre 1980  | |
| Hell Of Roses 団鬼六 薔薇地獄 Dan Oniruko Bara Jigoku                                                                               | Shōgorō Nishimura           | Junko Mabuki Yuki Yoshizawa Shu Wada            | 5 décembre 1980   | |
| セックスドック 淫らな治療 | Atsushi Fujiura             | Izumi Shima                                     | 5 décembre 1980   | |
| From The Back Or From The Front 後から前から Ushiro Kara Mae Kara                                                                   | Kōyū Ohara                  | Yoko Hatanaka Yuki Kazamatsuri Masatsugu Takase | 26 décembre 1980  | Histoire d'une délinquante avec, pour actrice principale, la chanteuse pop Yoko Hatanaka. |
| Momoe's Lips': Love Beast 百恵の唇 愛獣 Momoe No Kuchibiru: Aiju                                                                    | Akira Katō                  | Akiko Hyuga Jun Izumi Megumi Murakawa           | 26 décembre 1980  | |

## 1981
| Titre | Réaliosateur            | Distribution                                     | Parution          | Notes |
| --- | ----------------------- | ------------------------------------------------ | ----------------- | --- |
| 1981 |                         |                                                  |                   | |
| 宇能鴻一郎の修道院付属女子寮                                                                                    | Shōgorō Nishimura       |                                                  | 9 janvier 1981    | Quatorzième titre de la série Koichiro Uno. |
| Woman Who Exposes Herself 見せたがる女 Misetagaru Onna                                                          | Masaru Konuma           | Maiko Kazama Izumi Shima                         | 9 janvier 1981    | Troisième film de la série The Woman Who… qui en comporte quatre, |
| Office Lady Rope Slave aka Oniroku Dan's OL Rope Slave 団鬼六 ＯＬ縄奴隷 Dan Oniroku OL Nawa Dorei              | Katsuhiko Fujii         | Junko Mabuki Masayoshi Nogami Asami Ogawa        | 23 janvier 1981   | |
| Female Teacher: Dirty After School 女教師 汚れた放課後 Onna Kyoshi: Yogoreta Houkago                            | Kichitarō Negishi       | Yuki Kazamatsuri Ayako Ohta                      | 23 janvier 1981   | Troisième film de la série Female Teacher. |
| 単身赴任 情事の秘密                                                                                             | Nobuaki Shirai          | Nami Misaki                                      | 6 février 1981    | |
| Zoom Up: Woman From The Dirty Magazine ズームアップ ビニール本の女 Zoom Up: Biniirubon No Onna                  | Takashi Sugano          | Junko Mabuki Kumiko Hayano                       | 20 février 1981   | Troisième épisode de la série Zoom Up. |
| 欲情まんかい 若妻同窓会                                                                                         | Shin'ichi Shiratori     | Yuki Kazamatsuri                                 | 20 février 1981   | |
| College Girl: The Spot 女子大生 ザ・穴場 Joshidaisei: The Anaba                                                 | Yoshihiro Kawasaki      | Mayumi Terashima Eri Anzai Yasuhiko Ishizu       | 6 mars 1981       | |
| Lady Caligula In Tokyo 東京カリギュラ夫人 Tokyo Caligula Fujin                                                  | Kōyū Ohara              | Maiko Kazama Asami Ogawa Tsutomu Akashi          | 6 mars 1981       | Une femme, ulcérée par frasques de son mari, se livre, à son tour, à des aventures sexuelles qui tournent à des scènes d'orgie (simplement évoquées dans le film)          |
| Love Beast: Flower Of Vice 愛獣 悪の華 Aiju: Aku No Hana                                                        | Akira Katō              | Jun Izumi Miki Yamaji Tsuyoshi Naito             | 3 avril 1981      | |
| Uniform Girls: The Fruit Is Ripe 制服体験トリオ わたし熟れごろ Seifuku Taiken Torio: Watashi Uregoro            | Shōgorō Nishimura       | Mayumi Terashima Ayako Ohta Rie Kitahara         | 3 avril 1981      | |
| Crazy Fruit 狂った果実 Kurutta Kajitsu                                                                          | Kichitarō Negishi       | Yuji Honma Yuki Ninagawa Eiko Nagashima          | 24 avril 1981     | |
| Essential Information For A College Girl 女子大生の基礎知識 ＡＮＯ ＡＮＯ Joshidaisei No Kiso Chishiki: Ano Ano | Kōyū Ohara              | Kumi Aochi Yoko Morimura Ayako Ohta              | 24 avril 1981     | |
| "Love Me Strong… Love Me Hard" もっと激しくもっとつよく Motto Hageshiku Motto Tsuyoku                           | Noboru Tanaka           | Maki Kawamura Izumi Shima Tatsuo Yamada          | 15 mai 1981       | |
| Female Teacher's Awakening 女教師のめざめ Onna Kyoshi No Mezame                                                 | Katsuhiko Fujii         | Junko Asahina Yuri Yamashina Mari Kishida        | 15 mai 1981       | Quatrième film de la série Female Teacher. |
| 宇能鴻一郎の開いて写して                                                                                        | Shōgorō Nishimura       | Mayumi Terajima                                  | 29 mai 1981       | Quinzième épisode de la série Koichiro Uno. |
| Secretary Rope Discipline 団鬼六 女秘書縄調教 Dan Oniroku Onna Hisho Nawa Chyokyo                               | Hidehiro Ito            | Junko Mabuki Jun Nakahara Yumi Hayakawa          | 29 mai 1981       | |
| Woman Who Is Used あそばれる女 Asobareru Onna                                                                   | Masaru Konuma           | Maiko Kazama Asami Ogawa                         | 12 juin 1981      | Quatrième et dernier film de la série The Woman Who… qui en compte 4. |
| Widow's Bedroom 未亡人の寝室 Mibojin No Shinshitsu                                                              | Nobuyuki Saito          | Izumi Shima Nami Misaki Hajime Tanimoto          | 26 juin 1981      | |
| Nasty Diver 2: Lusty Diver: T-Back Festival 色情海女 ふんどし祭り Shikijo Ama: Fundoshi Matsuri                 | Atsushi Fujiura         | Yoko Mahamura Yoshi Yokihara                     | 26 juin 1981      | Une suite du film Nasty Diver (1977). Jeux de plage et scènes de nudité filmées en plongée dans l'ambiance d'un festival du genre de celui de Mardi-Gras.                  |
| I Like It From Behind バックが大好き Bakku Ga Daisuki                                                           | Kōyū Ohara              | Junko Asahina Yumi Hayakawa Mari Kishida         | 10 juillet 1981   | |
| Lustful Life: "Night Make Me Wet!" 愛欲生活 夜よ、濡らして Aiyoku Seikatsu: Yoru Yo Nurashite                   | Shōgorō Nishimura       | Yuki Kazamatsuri Joji Nakata Junko Mabuki        | 10 juillet 1981   | |
| Blue Lagoon: A Summer Experience ひと夏の体験 青い珊瑚礁 Hitonatsu No Taiken: Aoi Sangosho                      | Toshiharu Ikeda         | Mayumi Terashima Yuka Asagiri Mitsuo Namihira    | 24 juillet 1981   | Une romance d'amour. Le réalisateur Ikeda affirme avoir été contraint de tourner ce film eu guise de punition pour son trè controversé Sex Hunter (1980). Filmé à Okinawa. |
| Love Beast: Attack! 愛獣 襲る！ Aiju: Yaru!                                                                     | Naosuke Kurosawa        | Jun Izumi Rui Nonomura Rumi Tama                 | 24 juillet 1981   | |
| Do It Again Like An Animal モア・セクシー 獣のようにもう一度 Moa Sekushi: Kemono No Yo Mo Ichido                | Akira Katō              | Yoko Hatanaka Amy Yokoyama Ryuji Katagiri        | 7 août 1981       | |
| Love Letter ラブレター Love Letter                                                                              | Yoichi [Azuma] Higashi  | Keiko Sekine Katsuo Nakamura Mariko Kaga         | 7 août 1981       | |
| Female Teacher In Rope Hell 団鬼六 女教師縄地獄 Dan Oniroku Onna Kyoshi Nawajigoku                              | Shōgorō Nishimura       | Junko Mabuki Miki Yamaji                         | 27 août 1981      | |
| Gynecology Ward: "Caress Me Tenderly" 婦人科病棟 やさしくもんで Fujin-ka Byoto: Yasashiku Monde                 | Jun'ichi Suzuki         | Junko Asahina Yukiko Tachibana Asami Ogawa       | 27 août 1981      | |
| 女高生 恥ずかしい瞬間                                                                                           | Shin'ichi Shiratori     | Mayumi Terajima                                  | 11 septembre 1981 | |
| 密漁妻 奥のうずき                                                                                               | Takashi Sugano          | Maiko Kazama                                     | 11 septembre 1981 | |
| 愛獣 赤い唇 | Akira Katō              | Jun Izumi                                        | 25 septembre 1981 | |
| 肉体保険 ベッドでサイン                                                                                         | Nobuaki Shirai          | Nami Misaki                                      | 25 septembre 1981 | |
| Zoom Up: Sexual Crime Report ズームアップ 暴行白書 Zoom Up: Boko Hakusho                                        | Katsuhiko Fujii         | Yuki Kazamatsuri Rie Hirase                      | 9 octobre 1981    | Quatrième film de la série Zoom Up. |
| Female Gymnastic Teacher: "Step And Open" 女体育教師 跳んで開いて Onna Taiiku Kyoshi: Funde Hiraite             | Kōyū Ohara              | Junko Asahina Hiroyoshi Takemura Mizuho Nakagawa | 9 octobre 1981    | |
| Fallen Angel Gang 悪女軍団 Akujo Gundan                                                                         | Masaru Konuma           | Yuki Kazamatsuri Jun Izumi Eiko Yanami           | 23 octobre 1981   | |
| Oh! Women: A Dirty Song 嗚呼！おんなたち 猥歌 A! Onnatachi: Waika                                               | Tatsumi Kumashiro       | Yuya Uchida Reiko Nakamura Yuriko Sumi           | 23 octobre 1981   | |
| "My Girlfriend Wears A Uniform" 情婦はセーラー服 Iro Wa Sailor-fuku                                             | Shōgorō Nishimura       | Mayumi Terashima Yoko Azusa Kazuo Satake         | 13 novembre 1981  | |
| Rapewoman: Dirty Sunday レイプウーマン 淫らな日曜日 Rapewoman: Midarana Nichiyobi                               | Yasuaki (Yasurō) Uegaki | Maiko Kazama Naomi Ito Tsuyoshi Naito            | 13 novembre 1981  | |
| High School Girl's Diary 女高生偽日記 Jokosei Nise Nikki                                                        | Nobuyoshi Araki         | Rika Arai Yoko Morimura Koshiro Asami            | 27 novembre 1981  | |
| Female Beautician Rope Discipline 団鬼六 女美容師縄飼育 Dan Oniroku Onna Biyoshi Nawa Shiiku                    | Hidehiro Ito            | Junko Mabuki Izumi Shima Shin Nakamaru           | 27 novembre 1981  | |
| 快楽温泉郷 女体風呂                                                                                             | Atsushi Fujiura         | Nami Misaki                                      | 11 décembre 1981  | |
| Sexy Pudding: Almost Addictive セクシー・ぷりん 癖になりそう Sexy Pudding: Kuse Ni Narisou                      | Akira Katō              | Yoko Hatanaka Maiko Kazama                       | 25 décembre 1981  | |
| Angel Guts: Red Porno 天使のはらわた 赤い淫画 Tenshi No Harawata: Akai Inga                                     | Toshiharu Ikeda         | Jun Izumi Masahiko Abe Kyoko Ito                 | 25 décembre 1981  | Quatrième film de la série Angel Guts qui en compte neuf. Dernier produit sous le label Roman Porno.                                                                       |

## 1982
| Titre | Réalisateur                  | Distribution                                     | Parution          | Notes |
| --- | ---------------------------- | ------------------------------------------------ | ----------------- | --- |
| 1982 |                              |                                                  |                   | |
| Koichiro Uno's Wet And Riding 宇能鴻一郎の濡れて騎る Uno Koichiro No Nurete Noru                                      | Jun'ichi Suzuki              | Junko Asahina Reiko Natsu Jun Miho               | 8 janvier 1982    | Seizième film de la série Koichiro Uno. |
| Beautiful Sisters: Seduced 美姉妹 犯す Bishimai: Okasu                                                                | Shōgorō Nishimura            | Yuki Kazamatsuri Chie Yamaguchi Tsuyoshi Naito   | 8 janvier 1982    | Un effort du réalisateur Nishimura pour revenir à un bon niveau après un effondrement soudain de sa carrière. Le film a eu deux suites.                                                                         |
| Slave Contract 奴隷契約書 Dorei Keiyakusho                                                                            | Masaru Konuma                | Nami Matsukawa Asami Ogawa Jun Hongo             | 22 janvier 1982   | |
| Pink Tush Girls: Slinking Classmates 桃尻同級生 まちぶせ Momojiri Dokyusei: Machibuse                                 | Kōyū Ohara                   | Mayumi Terashima Ayako Ohta Rika Takahara        | 22 janvier 1982   | |
| Nurses' Journal: Animal In The Afternoon 看護婦日記 獣じみた午後 Kangofu Nikki: Kemonojimita Gogo                     | Naosuke Kurosawa             | Maiko Kazama Jun Miho Hide Ezumi                 | 5 février 1982    | |
| 女事務員 色情生活 | Shin'ichi Shiratori          | Maiko Kazama                                     | 5 février 1982    | |
| Seiko's Juicy Thighs: Zoom Up ズームアップ 聖子の太腿 Seiko No Futomomo: Zoom Up                                      | Kōyū Ohara                   | Mayumi Terashima Jun Ueno Jun Hamaguchi          | 26 février 1982   | Le premier de la trilogie Seiko's Juicy Thighs. |
| Embraced By The Dark 闇に抱かれて Yami Ni Dakarete                                                                    | Kazunari Takeda              | Yuki Kazamatsuri Reiko Natsu Osamu Tsuruoka      | 26 février 1982   | |
| L'Épouse, l'Amante et la Secrétaire 女新入社員 ５時から９時まで Onna shinnyū-shain: 5-ji kara 9-ji made               | Katsuhiko Fujii              | Junko Asahina                                    | 12 mars 1982      | |
| Young Girls' Holding Cell セーラー服鑑別所 Sailor-fuku Kanbetsusho                                                    | Yoshihiro Kawasaki           | Jun Miho Mizuho Nakagawa Chie Yamaguchi          | 26 mars 1982      | |
| Candidate For Seduction 犯され志願 Okasare Shigan                                                                     | Shun Nakahara                | Yoshiko Ariake Yuki Kazamatsuri Hiroshi Unayama  | 26 mars 1982      | |
| Female Teacher: In Front Of The Students 女教師 生徒の眼の前で Onna Kyoshi: Seito No Me No Maede                      | Yasuaki (Yasurō) Uegaki      | Lucia Santo Rina Oka                             | 9 avril 1982      | Cinquième production de la série Female Teacher. |
| Live Recording: Secret Video 生録盗聴ビデオ Namadori Tocho Video                                                      | Takashi Sugano               | Maiko Kazama Kazuyo Ezaki Jun Nakahara           | 9 avril 1982      | |
| Madam Scandal: Let Me Die For 10 Seconds マダムスキャンダル １０秒死なせて Madame Scandal: 10-Byo Shinasete           | Shōgorō Nishimura            | Midori Satsuki Hosei Komatsu Shin Nakamaru       | 23 avril 1982     | |
| Demon's Room 悪魔の部屋 Akuma No Heya                                                                                 | Chusei Sone                  | Reiko Nakamura Johnny Ohkura Ryohei Uchida       | 23 avril 1982     | Un film d'angoisse et érotique devenu un succès. |
| Indecent Family: Mother & Daughter ワイセツ家族 母と娘 Waisetsu Kazoku: Haha to Musume                                | Hiroyuki Nasu                | Izumi Shima Koko Morimura Akira Shioji           | 14 mai 1982       | |
| Woman In The Black Lingerie 黒い下着の女 Kuroi Shitagi No Onna                                                        | Nobuyuki Saito               | Asako Kurayoshi Chie Yamaguchi Yudo Yoshikawa    | 14 mai 1982       | |
| Koichiro Uno's Teasing A Wife 宇能鴻一郎の人妻いじめ Uno Koichiro No Hitozuma Ijime                                   | Shin'ichi Shiratori          | Mayumi Terashima Yoko Azusa Yuki Yoshizawa       | 28 mai 1982       | Dix-septième film de la série Koichiro Uno. |
| Slave Contract: Whip & High Heels 奴隷契約書 鞭とハイヒール Dorei Keiyakusho: Muchi To Highheels                      | Shun Nakahara                | Nami Matsukawa Akihiko Kanbara Akira Sakai       | 28 mai 1982       | |
| Cabaret Diary キャバレー日記 Kyabare Nikki                                                                            | Kichitarō Negishi            | Midori Takei Katsunobu Ito Koichi Ueda           | 25 juin 1982      | |
| White Rose Campus: Then… Everybody Gets Raped 白薔薇学園 そして全員犯された Shirobara Gakuen: Soshite Zenin Okasareta | Kōyū Ohara                   | Nami Misaki Ayako Ohta Mayo Miyamoto             | 25 juin 1982      | Trois yakuzas détournent un autobus transportant des lycéennes. S'ensuivent des scènes sanguinaires, de tortures et de viols. Vidéo distribuée sous le manteau aux États-Unis sous le titre I Spit on Your Bus. |
| くいこみ海女 乱れ貝                                                                                                   | Atsushi Fujiura              | Ryoko Watanabe                                   | 5 juillet 1982    | |
| Pleasure In The Mirror 鏡の中の悦楽 Kagami No Naka No Etsuraku                                                        | Shōgorō Nishimura            | Junko Asahina Yukiko Tachibana Nobutaka Masutomi | 9 juillet 1982    | |
| Pink Curtain ピンクのカーテン Pinku No Kaaten                                                                         | Yasuaki (Yasurō) Uegaki      | Jun Miho Masahiko Abe                            | 23 juillet 1982   | Premier film de la trilogie très controversée Pink Curtain. |
| Seiko's Juicy Thighs: Cheerleaders 聖子の太腿 ザ・チアガール Seiko No Futomomo: Cheergirl                             | Yoshihiro Kawasaki           | Mayumi Terashima Yoko Morimura                   | 23 juillet 1982   | Second épisode de la trilogie Seiko's Juicy Thighs. |
| Lady Karuizawa 軽井沢夫人 Karuizawa Fujin                                                                             | Masaru Konuma                | Miwa Takada Takayuki Godai Yumi Yoshikawa        | 6 août 1982       | |
| Jealousy Game ジェラシー・ゲーム Jealousy Game                                                                        | Yoichi [Azuma] Higashi       | Reiko Ohshida Yosuke Natsuki Hiroaki Murakami    | 6 août 1982       | |
| Hunting The Female Teacher 女教師狩り Onna Kyoshi Gari                                                                | Jun'ichi Suzuki              | Yuki Kazamatsuri Kyoko Ito Hajime Inoue          | 28 août 1982      | Sixième film de la série Female Teacher. |
| Blue Woman 団鬼六 蒼いおんな Dan Oniroku Aoi Onna                                                                     | Katsuhiko Fujii              | Izumi Shima Kazuyo Ezaki                         | 28 août 1982      | |
| Live Act: Top Stripper (本)噂のストリッパー Maruhon: Uwasa No Stripper                                                | Yoshimitsu Morita            | Kaori Okamoto Yasuhiro Miyawaki Nami Misaki      | 15 septembre 1982 | |
| Serial Rape: Dirty Daydream 連続暴行 白昼の淫夢 Renzoku Boko: Hakuchu No Inmu                                         | Shōgorō Nishimura            | Kaoru Mizuki Makoto Yoshino Waka Oda             | 15 septembre 1982 | |
| Koichiro Uno's Female Doctor Is Also Wet 宇能鴻一郎の女医も濡れるの Uno Koichiro No Joi Mo Nureruno                   | Shin'ichi Shiratori          | Junko Asahina Yoko Morimura Usagi Aso            | 1er octobre 1982  | Dix huitième production dans la série Koichiro Uno. |
| Flesh Slave: Sorrowful Toy 肉奴隷 悲しき玩具 Niku Dorei: Kanashiki Gangu                                              | Katsuhiko Fujii              | Nami Matsukawa Kazuyo Ezaki Yoshinari Sumimoto   | 1er octobre 1982  | |
| Gigolo: A Docu-Drama 実録色事師 ザ・ジゴロ Jitsuroku Irogotoshi: The Gigolo                                           | Kōyū Ohara                   | Ryoko Watanabe Naoki Fushimi Masayoshi Takigawa  | 15 octobre 1982   | |
| Ecstasy Sisters 絶頂姉妹 堕ちる Zeccho Shimai Ochiru                                                                  | Naosuke Kurosawa             | Asako Kurayoshi Kazuyo Ezaki                     | 15 octobre 1982   | |
| Pink Curtain 2 ピンクのカーテン２ Pinku No Kaaten II                                                                  | Yasuaki (Yasurō) Uegaki      | Jun Miho Masahiko Abe                            | 29 octobre 1982   | Second film de la trilogie Pink Curtain. |
| Seiko's Juicy Thighs: Public Bath Beauty 聖子の太腿 女湯子町 Seiko No Futomomo: Onna-yu Komachi                       | Shun Nakahara                | Mayumi Terashima Kaoru Mizuki Koji Kobayashi     | 29 octobre 1982   | Dernier épisode de la trilogie Seiko's Juicy Thighs. |
| Anne's Lullaby あんねの子守唄 Anne No Komori Uta                                                                      | Shōgorō Nishimura & 北畑秦啓 | Michiko Komori Tokuko Watanabe Yuki Yoshizawa    | 29 octobre 1982   | Un film rose avec la chanteuse de Rock Michiko Komori dans le rôle principal. Un autre succès du réalisateur Nishimura.                                                                                         |
| Room Of Shame 恥辱の部屋 Chijoku No Heya                                                                              | Kazunari Takeda              | Yuki Kazamatsu Shinobu Tsuruta Toshiyuki Kitami  | 19 novembre 1982  | |
| Comfort Tutor aka Tutor Whore aka Making The Grade 受験慰安婦 Juken Ianpu                                             | Takashi Kodama               | Kaori Okamoto Takuro Obata Eri Anzai             | 19 novembre 1982  | |
| 温泉芸者 湯舟で一発                                                                                                   | Atsushi Fujiura              | Nami Misaki                                      | 3 décembre 1982   | |
| Girl And The Wooden Horse Torture 団鬼六 少女木馬責め Dan Oniroku Shoujo Mokuba-zeme                                  | Fumihiko Kato                | Serina Nishikawa Shiro Shimomoto Kazuyo Ezaki    | 3 décembre 1982   | |
| Oh! Takarazuka! ＯＨ！タカラズカ Oh ! Takarazuka!!                                                                    | Kōyū Ohara                   | Jun Miho Norimasa Tomizuka Sumi Tamagawa         | 24 décembre 1982  | |
| Red Scandal: Affair 赤いスキャンダル・情事 Akai Scandal: Joji                                                         | Yōichi Takabayashi           | Yuuki Mizuhara Jun Izumi Masako Togawa           | 24 décembre 1982  | |

## 1983
| Titre | Réalisateur             | Distribution                                    | Parution          | Notes |
| --- | ----------------------- | ----------------------------------------------- | ----------------- | --- |
| 1983 |                         |                                                 |                   | |
| ホテルヒメ 火照る姫 | Shōgorō Nishimura       | Yuki Kazamatsuri                                | 7 janvier 1983    | |
| Rope And Breasts 縄と乳房 Nawa To Chibusa | Masaru Konuma           | Izumi Shima                                     | 7 janvier 1983    | |
| Pink Cut: Love Me Big, Love Me Deep ピンクカット 太く愛して深く愛して Pink Cut: Futoku Aishite Fukaku Aishite                                   | Yoshimitsu Morita       | Mayumi Terashima Mai Inoue                      | 21 janvier 1983   | |
| Sexy Doll: Sada Abe III セクシードール 阿部定３世 Sexy Doll: Abe Sada Sansei                                                                    | Takashi Sugano          | Lucia Santo Yoko Kashiyama Hideaki Ezumi        | 21 janvier 1983   | |
| An Older Girl's Juicy Thighs お姉さんの太腿 Onesan No Futomomo                                                                                  | Jun'ichi Suzuki         | Kaori Okamoto Hiroyuki Konishi Hitomi Yuri      | 4 février 1983    | |
| Assaulted Female Teacher 襲われる女教師 Osowareru Onna Kyoshi                                                                                   | Nobuyuki Saito          | Yuki Kazamatsuri Kate Asabuki                   | 4 février 1983    | Septième épisode de la série Female Teacher. |
| Koichiro Uno's Dirty Sisters' Barber Shoppe 宇能鴻一郎の姉妹理容師 Uno Koichiro No Shimai Riyoshitsu                                            | Shun Nakahara           | Mai Inoue Yuki Yoshizawa                        | 25 février 1983   | Dix neuvième production de la série Koichiro Uno. |
| ゴールドフィンガー もう一度奥まで | Kōyū Ohara              | Junko Asahina                                   | 11 mars 1983      | |
| Pornographic Ukiyo-E 春画 Shunga | Shōgorō Nishimura       | Tomoko Ai Makoto Yoshino Megumi Ogawa           | 11 mars 1983      | |
| Anne's Diary あんねの日記 Anne no nikki | 北畑秦啓                | Michiko Komori                                  | 25 mars 1983      | Une suite de Anne's Lullaby 1982)? |
| Zoom Up: Graduation Photos ズームアップ 卒業写真 Zoom Up: Sotsugyo Shashin                                                                      | Yoshihiro Kawasaki      | Reiko Nakamura                                  | 25 mars 1983      | Sixième film de la série Zoom Up. |
| Pink Curtain 3 ピンクのカーテン３ Pinku No Kaaten III                                                                                           | Yasuaki (Yasurō) Uegaki | Jun Miho Masahiko Abe Taro Mochizuki            | 25 mars 1983      | Dernier épisode de la trilogie Pink Curtain. |
| ポルノ女優志願 | Kōyū Ohara              | Mina Asami                                      | 15 avril 1983     | |
| La Femme aux seins percés 乳首にピアスをした女 Chikubi Ni Pierce O Shita Onna                                                                   | Shōgorō Nishimura       | Jun Izumi Usagi Aso Kate Asabuki                | 25 avril 1983     | Un film mineur du réalisateur Nishimura. |
| Devil's Hostage 悪魔の人質 Akuma No Hitojichi                                                                                                   | Akira Katō              | Kazumi Sawada Mai Inoue Naohiko Shigeta         | 29 avril 1983     | |
| Koichiro Uno's Wet And Leering 宇能鴻一郎の濡れて学ぶ Uno Koichiro No Nurete Manabu                                                             | Jun'ichi Suzuki         | Kaori Okamoto Madoka Minazuki                   | 10 juin 1983      | Vingtième film de la série Koichiro Uno. |
| Hunting for Lust 猟色 Ryoshoku | Hidehiro Ito            | Akemi Hara Kyoji Murayama                       | 10 juin 1983      | |
| Lesbians In Uniforms セーラー服 百合族 Sailor-fuku Yuri-zoku                                                                                    | Hiroyuki Nasu           | Kaoru Oda Natsuko Yamamoto                      | 24 juin 1983      | |
| 色ざんげ | Shōgorō Nishimura       | Mina Asami                                      | 24 juin 1983      | |
| ３年目の浮気 | Shun Nakahara           | Arisa Hayashi                                   | 8 juillet 1983    | |
| ブルーレイン大阪 | Masaru Konuma           | Kiriko Shimizu                                  | 8 juillet 1983    | |
| Sexual Crime 性的犯罪 Seiteki Hanzai | Yoichi Sai              | Yuki Kazamatsuri Lucia Santo Makoto Yoshino     | 22 juillet 1983   | |
| 少女暴行事件 赤い靴 | Yasuaki (Yasurō) Uegaki | Mai Inoue                                       | 22 juillet 1983   | |
| Double Bed ダブルベッド Double Bed | Toshiya Fujita          | Naoko Ohtani Eri Ishida Ittoku Kishibe          | 5 août 1983       | |
| Beauty In Rope Hell 団鬼六 美女縄地獄 Dan Oniroku Bijo Nawajigoku                                                                               | Genji Nakamura          | Miki Takakura Maya Ito                          | 25 août 1983      | |
| Crimson Night Dream 紅夜夢 Koyamu | Shōgorō Nishimura       | Takako Shinozuka Kazuyo Ezaki                   | 25 août 1983      | L'histoire vécue d'Oden Takahashi, une femme condamnée à mort sous l'inculpation de meurtre, vol et prostitution et exécutée. Les faits se sont déroulés au cours de l'l'époque Meiji.     |
| Lady's Triangle お嬢さんの股ぐら Ojosan No Matagura                                                                                             | Atsushi Fujiura         | Kate Asabuki Akio Kaneda Junko Asahina          | 16 septembre 1983 | |
| のぞき Nozoki | Kazunari Takeda         | Mai Inoue                                       | 16 septembre 1983 | |
| 女囚 檻 | Masaru Konuma           | Mina Asami                                      | 16 septembre 1983 | |
| La Chambre noire 暗室 Anshitsu | Kirio Urayama           | Koji Shimizu Yuki Kazamatsuri Takashi Terada    | 17 septembre 1983 | |
| Lesbians In Uniforms 2 セーラー服 百合族２ Sailor-fuku Yuri-zoku II                                                                             | Hiroyuki Nasu           | Natsuko Yamamoto Kaoru Oda Kotomi Aoki          | 14 octobre 1983   | |
| Love Beast: Hunt 愛獣 猟る！ Aiju: Asaru | Yasuaki (Yasurō) Uegaki | Kazumi Sawada Serina Nishikawa Yukiko Tachibana | 14 octobre 1983   | Japonaises à la recherche d'aventures érotiques avec des militaires afro américains à Yokosuka.                                                                                            |
| Lolita House: Wet Junko ロリコンハウス おしめりジュンコ Lolita Hausu: Oshimeri Junko                                                            | Fumihiko Kato           | Kotomi Aoki Yuko Mizushima Asami Ogawa          | 18 novembre 1983  | |
| Female Teacher: Twice Raped 女教師は二度犯される Onna Kyoshi Wa Nido Okasareru                                                                  | Shōgorō Nishimura       | Kiriko Shimizu Kosuke Yorita                    | 18 novembre 1983  | Huitième film de la série Female Teacher. Cette série, très controversée, se termine avec cette production en raison de la plainte émanant d'écoles et d'associations de parents d'élèves. |
| ケンちゃんのお姉さん | Takashi Kodama          | Kaori Okamoto                                   | 2 décembre 1983   | |
| Beauty Rope Cosmetology 団鬼六 美女縄化粧 Dan Oniroku Bijo Nawagesho                                                                            | Katsuhiko Fujii         | Miki Takakura Kazuyo Ezaki                      | 2 décembre 1983   | |
| Banned: Woman's Secret Pictures 発禁・秘画のおんな Hakkin: Higa No Onna                                                                         | Naosuke Kurosawa        | Mariko Nishina Nami Misaki                      | 2 décembre 1983   | |
| Madam Scandal - Final Scandal: Madam Likes It Hard ファイナル・スキャンダル 奥様はお固いのがお好き Final Scandal: Okusama Wa Okatai No Ga Osuki | Masaru Konuma           | Midori Satsuki Kaori Okamoto Takashi Shikauchi  | 23 décembre 1983  | |
| Female Cats 女猫 Meneko | Shingo Yamashiro        | Ai Saotome Koichi Iwaki                         | 23 décembre 1983  | |

## 1984
| Titre | Réalisateur             | Distribution                           | Parution           | Notes |
| --- | ----------------------- | -------------------------------------- | ------------------ | --- |
| 1984 |                         |                                        |                    | |
| Beautiful Wrestlers: "Down For The Count" 美少女プロレス 失神１０秒前 Bishoujo Puroresu: Shisshin 10-Byo Mae | Hiroyuki Nasu           | Natsuko Yamamoto Kaoru Oda Mai Inoue   | 13 janvier 1984    | |
| スキャンティドール 脱ぎたての香り                                                                            | 水谷俊之                | Kaoru Oda                              | 3 février 1984     | |
| Koichiro Uno's Wet And Swinging 宇能鴻一郎の濡れて打つ Uno Koichiro No Nurete Utsu                           | Shusuke Kaneko          | Natsuko Yamamoto Arisa Hayashi         | 17 février 1984    | 21e épisode de la série Koichiro Uno. Grâce à ce film, le réalisateur Shusuke Kaneko a obtenu le prix du Meilleur Réalisateur au Festival du film de Yokohama. |
| Rope Sisters: Strange Fruit 縄姉妹 奇妙な果実 Nawa Shimai: Kimyona Kajitsu                                   | Shun Nakahara           | Makoto Yoshino Naomi Hagio             | 17 février 1984    | |
| 残酷！少女タレント                                                                                           | Yasuaki (Yasurō) Uegaki | 加来見由佳                             | 2 mars 1984        | |
| 女高生日記 乙女の祈り                                                                                        | Yoshihiro Kawasaki      | Kotomi Aoki                            | 2 mars 1984        | |
| 白衣物語 淫す！                                                                                              | Hidehiro Ito            | Mina Asami                             | 2 mars 1984        | |
| スチュワーデス・スキャンダル 獣のように抱きしめて                                                            | Masaru Konuma           | Tomoko Ai                              | 16 mars 1984       | |
| Best Of S&M aka Oniroku Dan Presents The Best Of Nikkatsu SM 団鬼六監修 ＳＭ大全集 SM Daizenshu              | Fumihiko Kato           | Akio Shinguji                          | 16 mars 1984       | Aperçu documentaire sur les films de Nikkatsu tournés à partir des œuvres littéraires d'Oniroku Dan.                                                           |
| ニセ未亡人 いちじく白書                                                                                      | Naosuke Kurosawa        | Junko Asahina                          | 6 avril 1984       | |
| 便利屋Ｋ子                                                                                                   | Nobuaki Shirai          | 三原誠子                               | 6 avril 1984       | |
| 美加マドカ 指を濡らす女                                                                                      | Tatsumi Kumashiro       | Madoka Mika                            | 20 avril 1984      | |
| People Of Twilight 夕ぐれ族 Yugure-zoku                                                                      | Chusei Sone             | Yasuko Haru Natsuko Yamamoto           | 20 avril 1984      | Avant-dernier film rose de Sone après qu'il eut perdu tout intérêt pour ce ganre de réalisation.                                                               |
| 不純な関係                                                                                                   | Shōgorō Nishimura       | Ako Nakamura                           | 11 mai 1984        | |
| 愛欲の日々 エクスタシー                                                                                      | Itsumichi Isomura       | Yoriko Ogawa                           | 25 mai 1984        | |
| Koichiro Uno's Dancer Of Izu 宇能鴻一郎の伊豆の踊子 Uno Koichiro No Izu No Odoriko                           | Atsushi Fujiura         | Kate Asabuki                           | 25 mai 1984        | Vint et deuxième production de la série Koichiro Uno. |
| 団鬼六 修道女縄地獄                                                                                          | Katsuhiko Fujii         | Miki Takakura                          | 25 mai 1984        | |
| Meow Meow Girl ニャンニャン娘 Nyan Nyan-musume                                                               | Genji Nakamura          | Mai Inoue                              | 15 juin 1984       | |
| 丸茂ジュンの痴女伝説                                                                                         | Shōgorō Nishimura       | Mina Asami                             | 15 juin 1984       | |
| ロリータ妻 微熱                                                                                              | Naosuke Kurosawa        | Natsuko Yamamoto                       | 29 juin 1984       | |
| Elder Sister's Diary 姉日記 Ane Nikki                                                                        | Hiroyuki Nasu           | Kaoru Oda Asako Kurayoshi Seiko Mihara | 29 juin 1984       | |
| 赤いキャンパス 狂った放課後                                                                                  | Kōyū Ohara              | Mariko Nishina                         | 29 juin 1984       | |
| ひと夏の出来ごころ                                                                                           | Fumihiko Kato           | Kaori Okamoto                          | 13 juillet 1984    | |
| 踊る乳房 | Yoshihiro Kawasaki      | Kate Asabuki                           | 13 juillet 1984    | |
| 秘色リース妻                                                                                                 | Nobuaki Shirai          | Kiriko Shimizu                         | 13 juillet 1984    | |
| ＯＬ百合族１９歳                                                                                             | Shusuke Kaneko          | Kaoru Oda Natsuko Yamamoto             | 27 juillet 1984    | |
| Eve's Flower Petal イヴちゃんの花びら Eve-chan No Hanabira                                                   | Shun Nakahara           | Eve Saeko Kizuki                       | 27 juillet 1984    | |
| Gemini Woman 双子座の女 Futago-za No Onna                                                                    | Shingo Yamashiro        | Yuki Igarashi Shoko Ariake Koji Nanjo  | 10 août 1984       | |
| Female College Dorm Vs Nursing School Dormitory 女子大寮ＶＳ看護婦学園寮 Joshidai-ryo vs Kango Gakuen-ryo    | Nobuyuki Saito          | Mina Asami Makoto Yoshino              | 1er septembre 1984 | |
| Rope Torture 団鬼六 縄責め Dan Oniroku Nawazeme                                                              | Ikuo Sekimoto           | Miki Takakura Kaori Takahashi          | 1er septembre 1984 | |
| スケバン株式会社 やっちゃえ！お嬢さん                                                                        | Kōyū Ohara              | Ritsuko Sekine                         | 15 septembre 1984  | |
| 猟色 サロメの唇                                                                                              | Katsuhiko Fujii         | Ryoko Watanabe                         | 15 septembre 1984  | |
| 未熟な下半身                                                                                                 | Nobuyuki Saito          | Kotomi Aoki                            | 29 septembre 1984  | |
| 蘭の肉体 | Shōgorō Nishimura       | Kaoru Oda                              | 29 septembre 1984  | |
| イヴちゃんの姫                                                                                               | Shusuke Kaneko          | Eve                                    | 3 novembre 1984    | |
| ヴァージンなんて怖くない                                                                                     | Hiroyuki Nasu           | 鎌田みゆき 染井真理                    | 3 novembre 1984    | |
| 私の中の娼婦                                                                                                 | Kazunari Takeda         | Miyako Tasaka                          | 3 novembre 1984    | |
| 主婦と性生活                                                                                                 | Yasuhiro Horiuchi       | Jun Izumi                              | 23 novembre 1984   | |
| 柔肌色くらべ                                                                                                 | Masaru Konuma           | Mariko Nishina                         | 8 décembre 1984    | |
| 女子大生 温泉芸者                                                                                            | Atsushi Fujiura         | Kate Asabuki                           | 8 décembre 1984    | |
| Tattoo 刺青 ＩＲＥＺＵＭＩ Irezumi                                                                           | Chusei Sone             | Sakiko Ito Kazumi Sawada Ryo Kinomoto  | 22 décembre 1984   | Une version façon film rose du film Daiei 1966. |
| 初夜の海 | Shun Nakahara           | Kaoru Oda                              | 22 décembre 1984   | |

## 1985
| Titre                                                                                         | Réalisateur             | Distribution                                | Parution         | Notes |
| --------------------------------------------------------------------------------------------- | ----------------------- | ------------------------------------------- | ---------------- | --- |
| 1985                                                                                          |                         |                                             |                  | |
| High School Teacher: Maturing 高校教師 成熟 Koko Kyoshi: Seijuku                              | Shōgorō Nishimura       | Rei Akasaka Ryoko Watanabe                  | 15 janvier 1985  | |
| Double Rope Torture 団鬼六 緊縛卍責め Dan Oniroku Kinbaku Manji-zeme                          | Ikuo Sekimoto           | Miki Takakura Kaori Aso                     | 15 janvier 1985  | |
| 看護婦女子寮 いじわるな指                                                                     | Yoshihiro Kawasaki      | Jun Izumi                                   | 2 février 1985   | |
| Eve Is Getting Wet イヴの濡れてゆく Eve-chan No Nurete Yuku                                   | Osamu Murakami          | Eve Akira Numuri                            | 23 février 1985  | |
| Beautiful Sisters: Skin! 美姉妹 剥ぐ！ Bishimai: Hagu!                                        | Yasuaki (Yasurō) Uegaki | Rei Akasaka Kaoru Oda Takeshi Ohbayashi     | 9 mars 1985      | Une suite du film Beautiful Sisters: Seduced (1982). |
| Wives' Rape Mansion 人妻暴行マンション Hitozuma Boko Mansion                                  | Nobuyuki Saito          | Ryoko Watanabe Kaoru Mizuki                 | 23 mars 1985     | |
| 制服白百合族 悪い遊び                                                                         | Kōyū Ohara              | Mami Mochizuki                              | 23 mars 1985     | |
| Koichiro Uno's Caressing The Peach 宇能鴻一郎の桃さぐり Uno Koichiro No Momosaguri            | Shōgorō Nishimura       | Rei Akasaka Mayuko Mizushima                | 6 avril 1985     | 23e volume de la série Koichiro Uno. |
| (金)(ビ)の金魂巻                                                                              | Kazuyuki Izutsu         | Hajime Shikumo Masahiro Kobayashi           | 20 avril 1985    | |
| みんなあげちゃう[ハート]                                                                      | Shusuke Kaneko          | Natsumi Asano                               | 20 avril 1985    | |
| Young Flesh Slave 制服肉奴隷 Reijo Niku-dorei                                                 | Jun'ichi Suzuki         | Rei Akasaka Aki Hayasaka                    | 22 mai 1985      | |
| まってました転校生！                                                                          | Katsuhiro Fujii         | Keizo Kanie                                 | 9 juin 1985      | |
| Office Love: Sanctuary At Noon オフィス・ラブ 真昼の禁猟区 Office Love: Mahiru No Kinryoku    | Yasuaki (Yasurō) Uegaki | Rei Akasaka Kurumi Jogenji                  | 20 juillet 1985  | |
| 絶倫海女しまり貝                                                                              | Atsushi Fujiura         | Megumi Kiyosato                             | 20 juillet 1985  | |
| Love Hotel ラブホテル Love Hotel                                                              | Shinji Somai            | Noriko Hayami Takashi Terada Kiriko Shimizu | 3 août 1985      | Scénario de Takashi Ishii, Première mouture de sa série ultérieure Angel Guts. Élu meilleur film de Nikkatsu pour l'année. |
| Flower And Snake: Sketch Of Hell 花と蛇 地獄篇 Hana To Hebi: Jigoku-ben                       | Shōgorō Nishimura       | Kaori Aso Mami Fujimura                     | 24 août 1985     | Premier film de la série Flower and Snake. |
| 令嬢肉奴隷                                                                                    | Jun'ichi Suzuki         | Rei Akasaka                                 | 24 août 1985     | |
| タブーX倒錯                                                                                   | Hiroyuki Nasu           | Chiaki Minami                               | 7 septembre 1985 | |
| Woman In The Box: Virgin Sacrifice 箱の中の女 処女いけにえ Hako No Naka No Onna: Shojo Ikenie | Masaru Konuma           | Reiko Aoi Saeko Kizuki Kojiro Kusanagi      | 7 septembre 1985 | Nikkatsu revoit le scénario original de Konuma pour réaliser ce film « pornographique » de qualité médiocre. Nikkatsu acceptera par la suite de laisser Konuma tourner le scénario original qui porte le titre Woman In The Box 2 (1987). |
| Female Bank Teller: Rape Office 女銀行員 暴行オフィス Onna Ginko-in: Boko Office              | Shōgorō Nishimura       | Kaori Aso Saeko Kizuki Kaya Kiyomoto        | 12 octobre 1985  | |
| Mariko オーガズム 真理子 Orgasm Mariko                                                        | Fumihiko Kato           | Megumi Kiyosato                             | 16 novembre 1985 | |
| Dream Crimes 夢犯 Yume Han                                                                    | Naosuke Kurosawa        | Kiriko Shimizu                              | 16 novembre 1985 | |
| 団鬼六 美教師地獄責め                                                                         | Masahito Segawa         | Ran Masaki                                  | 14 décembre 1985 | |
| Female Leopard 女豹 Mehyo                                                                     | Kōyū Ohara              | Kozue Tanaka Minako Ogawa                   | 27 décembre 1985 | |

## 1986
| Titre | Réalisateur             | Distribution                                | Parution          | Notes |
| --- | ----------------------- | ------------------------------------------- | ----------------- | --- |
| 1986 |                         |                                             |                   | |
| Beautiful Sisters Flesh Slaves 美姉妹肉奴隷 Bishimai Nikudorei                                                          | Katsuhiko Fujii         | Akasaka Megumi Kiyosato Kiriko Shimizu      | 18 janvier 1986   | |
| 凌辱めす市場 監禁 | Yasuaki (Yasurō) Uegaki |                                             | 18 janvier 1986   | |
| スワップ診察室 密しぶき                                                                                                 | Atsushi Fujiura         | Megumi Kiyosato Kate Asabuki                | 22 février 1986   | |
| 花と蛇 飼育篇 | Shōgorō Nishimura       | Minako Ogawa                                | 8 mars 1986       | |
| 女医肉奴隷 | Katsuhiko Fujii         | Kaori Asou                                  | 8 mars 1986       | |
| マダム・サド 牝地獄 | Yoshihiro Kawasaki      | Yuko Mizushima                              | 26 mars 1986      | |
| 強制ワイセツ犯 性魔 | Takashi Kodama          | Megumi Kiyosato                             | 12 avril 1986     | |
| 赤い禁猟区 ハードコアの夜                                                                                               | Shōgorō Nishimura       | Kaori Asou                                  | 12 avril 1986     | |
| 薄毛の１９才 | Yasuhiro Horiuchi       | 杉原光輪子                                  | 12 avril 1986     | |
| レイプハンター 通り魔                                                                                                   | Fumihiko Kato           | Kaori Asou 榊真美                           | 14 juin 1986      | |
| Mischievous Lolita: Attacking The Virgin From Behind いたずらロリータ 後からバージン Itazura Lolita: Ushiro Kara Virgin | Shusuke Kaneko          | Yuko Mizushima Akio Kaneda Mizuho Nakagawa  | 12 juillet 1986   | |
| いんこう | Masaru Konuma           | Kaori Asou                                  | 26 juillet 1986   | |
| 瓶詰め地獄 | Yoshihiro Kawasaki      | 小倉千夜子 Minako Ogawa Hitomi Kobayashi    | 26 juillet 1986   | |
| Young Lady Ashiya: Sacrifice 芦屋令嬢 いけにえ Ashiya Reijo: Ikenie                                                     | Kenichi Ikeda           | Yuki Amano Saeko Kizuki Ayu Kiyokawa        | 23 août 1986      | |
| Snake And Whip 団鬼六 蛇と鞭 Dan Oniroku Hebi To Muchi                                                                  | Shōgorō Nishimura       | Ran Masaki Izumi Shima                      | 23 août 1986      | |
| (生)ビデオルーム なまつば愛撫                                                                                           | Atsushi Fujiura         | Megumi Kiyosato                             | 23 septembre 1986 | |
| 白バラ学院 わいせつな放課後                                                                                             | Takeshi Kitamura        | Kaori Asou                                  | 31 octobre 1986   | |
| Adultery 不倫 Furin | Chusei Sone             | Miyuki Kojima Kyoko Takara Sho Nagareyamaji | 31 octobre 1986   | Dernier Roman Porno de Sone en raison de la baisse d'audience des films roses. Malgré tout un de ses meilleurs films. |
| Flower And Snake: White Uniform Rope Slave 花と蛇 白衣縄奴隷 Hana To Hebi: Hakui Nawa Dorei                             | Shōgorō Nishimura       | Ran Masaki Minako Ogawa                     | 6 décembre 1986   | Second épisode de la série Flower and Snake.                                                                          |
| Cinq secondes avant l'extase タイム・アバンチュール 絶頂５秒前 Time Adventure: Zeccho 5-byo Mae                         | Yōjirō Takita           | Kozue Tanaka Kaori Sugita                   | 20 décembre 1986  | |
| Bed-In ベッド・イン Bed-In                                                                                              | Masaru Konuma           | Miki Yanagi Rie Kitahara                    | 20 décembre 1986  | |

## 1987
| Titre | Réalisateur             | Distribution                                | Parution          | Notes                                                        |
| --- | ----------------------- | ------------------------------------------- | ----------------- | ------------------------------------------------------------ |
| 1987 |                         |                                             |                   |                                                              |
| Beautiful Sisters: Panting! 美姉妹 喘ぐ Bishimai: Aegu                                                   | Yasuaki (Yasurō) Uegaki | Kaori Aso Megumi Kiyosato                   | 24 janvier 1987   | Une seconde suite du film Beautiful Sisters: Seduced (1982). |
| 蘭光生 肉飼育                                                                                            | Yoshihiro Kawasaki      | Minako Ogawa                                | 24 janvier 1987   |                                                              |
| Sisters To Be Sacrificed 団鬼六 生贄姉妹 Dan Oniroku Ikenie Shimai                                       | Shōgorō Nishimura       | Minako Ogawa Miyuki Matsumoto               | 28 avril 1987     |                                                              |
| Erotic Seduction: Flesh Bondage 妖艶 肉縛り Yoen: Niku Shibari                                           | Jun'ichi Suzuki         | Shihori Nagasaka Taro Kohira                | 28 avril 1987     |                                                              |
| Female Inquisitor 拷問貴婦人 Goumon Kifujin                                                              | Kazuo "Gaira" Komizu    | Keiko Asano Saeko Kizuki Ayu Kiyokawa       | 20 juin 1987      |                                                              |
| 愛しのハーフ・ムーン                                                                                     | Yojiro Takita           | Maiko Itou                                  | 8 août 1987       |                                                              |
| 美味しい女たち                                                                                           | Shōgorō Nishimura       | Michiko Nishiwaki Yuko Mizushima            | 29 août 1987      |                                                              |
| 痴漢サギ師 まさぐる指先                                                                                  | Atsushi Fujiura         | Yoko Takagi                                 | 19 septembre 1987 |                                                              |
| Angel Guts: Red Rope - "Until I Expire!" 赤い縄 ～果てるまで～ Tenshi-No Harawata: Akai Nawa Hateru Made | Jun'ichi Suzuki         | Kanako Kishi Masahiko Abe Mizuho Nakagawa   | 17 octobre 1987   |                                                              |
| スペシャルＯＮＡＮＩＥ                                                                                   | Masahito Segawa         | Mizuki Kanou                                | 31 octobre 1987   |                                                              |
| い・ん・び                                                                                               | Shu Mikawa              | Mami Ogawa                                  | 21 novembre 1987  |                                                              |
| 制服くずし                                                                                               | Yasuhiro Horiuchi       | Madoka Misaki                               | 21 novembre 1987  |                                                              |
| Flower And Snake: Ultimate Rope Discipline 花と蛇 究極縄調教 Hana To Hebi: Kyukyoku Nawa Chokyo          | Masayuki Asao           | Mai Hayami Kaoru Mizuki                     | 5 décembre 1987   | Troisième et dernier film de la série Flower and Snake.      |
| Women In Heat Behind Bars 檻の中の欲しがる女たち Ori No Naka No Hoshigaru Onnatachi                      | Jun'ichi Suzuki         | Mako Takigawa Saeko Kizuki Makoto Kobayashi | 5 décembre 1987   |                                                              |
| Waiting Wet Woman 待ち濡れた女 Machi Nureta Onna                                                         | Yasuaki (Yasuru) Uegaki | Akiko Nakamura Akira Watanabe               | 19 décembre 1987  |                                                              |
| Hitomi Kobayashi's Young Girl's Story 小林ひとみの令嬢物語 Kobayashi Hitomi No Reijo Monogatari          | Kenichi Ikeda           | Hitomi Kobayashi Mizuho Nakagawa            | 19 décembre 1987  |                                                              |

## 1988
| Titre | Réalisateur            | Distribution                                      | Parution        | Notes |
| --- | ---------------------- | ------------------------------------------------- | --------------- | --- |
| 1988 |                        |                                                   |                 | |
| Angel To Be Sacrificed いけにえ天使 Ikenie Tenshi                                                                        | Katsuhiko Fujii        | Mayako Katsuragi                                  | 9 janvier 1988  | |
| 輪舞 ＜りんぶ＞ | Masaru Konuma          | Kaori Asou                                        | 9 janvier 1988  | |
| 冴島奈緒 アクメ記念日 | Masahito Segawa        | Nao Saejima                                       | 23 janvier 1988 | |
| ナ・ン・パ＜軟派＞ | Masato Hironishi       | 藤田容子                                          | 10 février 1988 | |
| シンデレラ・エクスタシー 黒い瞳の誘惑                                                                                    | Yoshihiro Kawasaki     | Mizuki Kanou Yoko Takagi Yuko Maehara             | 27 février 1988 | |
| Woman In The Box 2 aka Captured For Sex 4 箱の中の女２ Hako No Naka No Onna II                                           | Masaru Konuma          | Ryouta Nakanishi Shihori Nagasaka Miyuki Kawamura | 27 février 1988 | Une suite de Woman In The Box: Virgin Sacrifice (1985), Le réalisateur Konuma signe ici une meilleure version que celle d'origine |
| うれしはずかし物語 | Yoichi [Azuma] Higashi | Maiko Kawakami                                    | 19 mars 1988    | |
| 猫のように | Shun Nakahara          | Kimiko Yoshimiya                                  | 19 mars 1988    | |
| ＢＵ・ＲＡ・Ｉの女 | Osamu Murakami         | 平歩千佳                                          | 23 avril 1988   | |
| Last Cabaret ラスト・キャバレー Last Cabaret                                                                             | Shusuke Kaneko         | Miyuki Kato Yasuo Daichi Ko Watanabe              | 23 avril 1988   | Un requiem prémonitoire pour les studios Nikkatsu                                                                                 |
| Exotic Mask In Hell 団鬼六 妖艶能面地獄 Dan Oniroku Yoen Nomen Jigoku                                                    | Fumihiko Kato          | Yoshimi Kashiwagi Minako Ogawa Shihori Nagasaka   |                 | |
| ラブ・ゲームは終わらない                                                                                                 | Katsuji Kanazawa       | Yukari Takeda Mako Takigawa                       | 28 mai 1988     | |
| Bed Partner ベッド・パートナー BED PARTNER Bed Partner                                                                   | Daisuke Goto           | Kyoko Hirota Shuichi Nagano Yoko Takaki           | 28 mai 1988     | Dernier Roman Porno des studios Nikkatsu.                                                                                         |
| That's Roman Porno: Smile Of Goddesses ザッツ・ロマンポルノ 女神たちの微笑み That's Roman Porno: Megami-tachi No Hohoemi | Takashi Kodama         |                                                   | 11 juin 1988    | Compilation documentaire réalisée à partir de plus de cent extraits des films Roma Porno.                                         |